# Grigori Löwenfisch
Grigori Iàkovlevitx Löwenfisch (en rus Григорий Яковлевич Левенфи́ш) (Piotrków Trybunalski, 9 de març de 1889 - Moscou, 9 de febrer de 1961) fou un destacat jugador d'escacs dels anys 1920 i 1930, que obtingué el títol de Gran Mestre el 1950. Va ser dues vegades campió soviètic, el 1934 (conjuntament amb Ilya Rabinovich) i el 1937. El 1937 també va empatar un matx contra el futur campió mundial Mikhaïl Botvínnik. Va ser també escriptor d'escacs de renom.
El seu millor rànquing Elo s'ha estimat en 2677 punts, el febrer de 1939, moment en què tenia 49 anys, cosa que el situaria en 10è lloc mundial en aquella data. Segons chessmetrics, va ser el 9è millor jugador mundial en 2 diferents mesos, entre l'abril de 1938 i el maig de 1938.

## Biografia i resultats destacats en competició
Löwenfisch va néixer a Polònia, en aquell moment part de l'Imperi Rus, en el si d'una família jueva. Va passar la major part dels seus anys de formació a Sant Petersburg, on va anar a la Universitat i va estudiar-hi enginyeria química.
El seu primer reconeixement com a escaquista destacat va ser quan va guanyar el Torneig de Primavera de Sant Petersburg de 1909, i va participar en el fortíssim torneig de Carlsbad el 1911, on va acabar en un meritori 12è-14è lloc. A 22 anys, aquest seria el seu primer i últim torneig fora de Rússia o de la Unió Soviètica. El seu joc en aquell moment va ser comparat amb el del Gran Mestre Mikhaïl Txigorin.
En la dècada següent, va mantenir la seva evolució en torneigs locals, sobretot en guanyar el Campionat de Leningrad de 1922, 1924 i 1925, aquest darrer conjuntament amb Aleksandr Ilín-Zhenevski, Ilya Rabinovich i Piotr Romanovski. En el mateix torneig, va ser 3r el 1920, per darrere de Rabinovich i Ivan Golobev, i 2n el 1928, rere Rabinovich.
El 1925 fou quinzè al fort torneig de Moscou de 1925 (el campió fou Efim Bogoljubow).

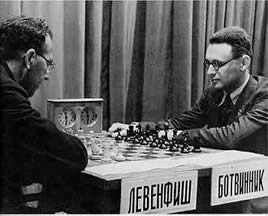
Löwenfisch (esquerra) contra Botvínnik (dreta) al seu matx de 1937.

Va tenir excel·lents resultats al Campionat de l'URSS: hi fou tercer el 1920, segon el 1923, empatà al primer lloc amb Rabinovitx el 1934 a Leningrad, i guanyador en solitari a Tiflis el 1937 (10è Campionat Nacional de l'URSS), amb 12.5/19 punts.
Al gran Torneig Internacional de Moscou de 1935 hi empatà als llocs 6è-7è amb Ilya Kan, amb 10.5/19 punts, per darrere dels campions Botvínnik i Salo Flohr), i d'Emanuel Lasker, José Raúl Capablanca i Rudolf Spielmann. Al torneig de Leningrad 1936, (amb participació exclusiva de soviètics) hi fou tercer, amb 8.5/14 punts, per darrere del campió Vsèvolod Ràuzer i de Viatxeslav Ragozin.
Al torneig de Leningrad/Moscou de 1939, hi empatà als llocs 3r-6è amb 10/17 punts, amb Ragozin, Andor Lilienthal i Vladímir Makogonov, per darrere del campió Flohr i de Samuel Reshevsky.
En matxs, va empatar amb Mikhaïl Botvínnik (+5 -5 =3) el 1937, i vencé Vladimir Alatortsev el 1940 (+5 -2 =7).

### Manca de suport
Malgrat els seus èxits, Löwenfisch va ser pràcticament ignorat per les autoritats dels escacs soviètiques, que donaven suport a Botvínnik, el seu gran rival. Löwenfisch era un membre de la vella generació de mestres, 22 anys més gran que Botvínnik. Per això, la seva vida va patir circumstàncies una mica tràgiques, com el fet que fou l'únic fort mestre de la seva generació a qui no se li varen assignar beques; a conseqüència d'això, només podia permetre's viure en un bloc ruïnós d'habitatges.
Així mateix, el govern li va negar el permís per viatjar a l'estranger i competir en torneigs com ara l'AVRO de 1938 (a despit que ell era el vigent campió de l'URSS). Això va afeblir encara més el seu prestigi i molt probablement va afectar la seva moral, per no esmentar el seu continu desenvolupament com a jugador d'escacs. A altres jugadors nascuts abans de la Revolució russa, com Aleksandr Alekhin, Iefim Bogoliúbov, Akiba Rubinstein i Aron Nimzowitsch, se'ls va permetre viatjar i fins i tot acabar vivint a l'estranger. Privat de les mateixes oportunitats, Löwenfisch va jugar només dins dels límits de la Rússia soviètica i completava els seus ingressos amb un treball com a enginyer en la indústria del vidre. Això a la llarga va derivar en una retirada lenta del joc actiu.
Löwenfisch va ser guardonat amb el títol de Gran Mestre Internacional de la FIDE el 1950.

## Aportació teòrica als escacs
|   | a | b | c | d | e | f | g | h |   |
| 8 | a8 negres torre · b8 negres canceller · c8 negres alfil · d8 negres dama · e8 negres rei · f8 negres alfil · h8 negres torre · a7 negres peó · b7 negres peó · e7 negres peó · f7 negres peó · h7 negres peó · d6 negres peó · f6 negres canceller · g6 negres peó · d4 blanques canceller · e4 blanques peó · f4 blanques peó · c3 blanques canceller · a2 blanques peó · b2 blanques peó · c2 blanques peó · g2 blanques peó · h2 blanques peó · a1 blanques torre · c1 blanques alfil · d1 blanques dama · e1 blanques rei · f1 blanques alfil · h1 blanques torre | a8 negres torre · b8 negres canceller · c8 negres alfil · d8 negres dama · e8 negres rei · f8 negres alfil · h8 negres torre · a7 negres peó · b7 negres peó · e7 negres peó · f7 negres peó · h7 negres peó · d6 negres peó · f6 negres canceller · g6 negres peó · d4 blanques canceller · e4 blanques peó · f4 blanques peó · c3 blanques canceller · a2 blanques peó · b2 blanques peó · c2 blanques peó · g2 blanques peó · h2 blanques peó · a1 blanques torre · c1 blanques alfil · d1 blanques dama · e1 blanques rei · f1 blanques alfil · h1 blanques torre | a8 negres torre · b8 negres canceller · c8 negres alfil · d8 negres dama · e8 negres rei · f8 negres alfil · h8 negres torre · a7 negres peó · b7 negres peó · e7 negres peó · f7 negres peó · h7 negres peó · d6 negres peó · f6 negres canceller · g6 negres peó · d4 blanques canceller · e4 blanques peó · f4 blanques peó · c3 blanques canceller · a2 blanques peó · b2 blanques peó · c2 blanques peó · g2 blanques peó · h2 blanques peó · a1 blanques torre · c1 blanques alfil · d1 blanques dama · e1 blanques rei · f1 blanques alfil · h1 blanques torre | a8 negres torre · b8 negres canceller · c8 negres alfil · d8 negres dama · e8 negres rei · f8 negres alfil · h8 negres torre · a7 negres peó · b7 negres peó · e7 negres peó · f7 negres peó · h7 negres peó · d6 negres peó · f6 negres canceller · g6 negres peó · d4 blanques canceller · e4 blanques peó · f4 blanques peó · c3 blanques canceller · a2 blanques peó · b2 blanques peó · c2 blanques peó · g2 blanques peó · h2 blanques peó · a1 blanques torre · c1 blanques alfil · d1 blanques dama · e1 blanques rei · f1 blanques alfil · h1 blanques torre | a8 negres torre · b8 negres canceller · c8 negres alfil · d8 negres dama · e8 negres rei · f8 negres alfil · h8 negres torre · a7 negres peó · b7 negres peó · e7 negres peó · f7 negres peó · h7 negres peó · d6 negres peó · f6 negres canceller · g6 negres peó · d4 blanques canceller · e4 blanques peó · f4 blanques peó · c3 blanques canceller · a2 blanques peó · b2 blanques peó · c2 blanques peó · g2 blanques peó · h2 blanques peó · a1 blanques torre · c1 blanques alfil · d1 blanques dama · e1 blanques rei · f1 blanques alfil · h1 blanques torre | a8 negres torre · b8 negres canceller · c8 negres alfil · d8 negres dama · e8 negres rei · f8 negres alfil · h8 negres torre · a7 negres peó · b7 negres peó · e7 negres peó · f7 negres peó · h7 negres peó · d6 negres peó · f6 negres canceller · g6 negres peó · d4 blanques canceller · e4 blanques peó · f4 blanques peó · c3 blanques canceller · a2 blanques peó · b2 blanques peó · c2 blanques peó · g2 blanques peó · h2 blanques peó · a1 blanques torre · c1 blanques alfil · d1 blanques dama · e1 blanques rei · f1 blanques alfil · h1 blanques torre | a8 negres torre · b8 negres canceller · c8 negres alfil · d8 negres dama · e8 negres rei · f8 negres alfil · h8 negres torre · a7 negres peó · b7 negres peó · e7 negres peó · f7 negres peó · h7 negres peó · d6 negres peó · f6 negres canceller · g6 negres peó · d4 blanques canceller · e4 blanques peó · f4 blanques peó · c3 blanques canceller · a2 blanques peó · b2 blanques peó · c2 blanques peó · g2 blanques peó · h2 blanques peó · a1 blanques torre · c1 blanques alfil · d1 blanques dama · e1 blanques rei · f1 blanques alfil · h1 blanques torre | a8 negres torre · b8 negres canceller · c8 negres alfil · d8 negres dama · e8 negres rei · f8 negres alfil · h8 negres torre · a7 negres peó · b7 negres peó · e7 negres peó · f7 negres peó · h7 negres peó · d6 negres peó · f6 negres canceller · g6 negres peó · d4 blanques canceller · e4 blanques peó · f4 blanques peó · c3 blanques canceller · a2 blanques peó · b2 blanques peó · c2 blanques peó · g2 blanques peó · h2 blanques peó · a1 blanques torre · c1 blanques alfil · d1 blanques dama · e1 blanques rei · f1 blanques alfil · h1 blanques torre | 8 |
| 7 | a8 negres torre · b8 negres canceller · c8 negres alfil · d8 negres dama · e8 negres rei · f8 negres alfil · h8 negres torre · a7 negres peó · b7 negres peó · e7 negres peó · f7 negres peó · h7 negres peó · d6 negres peó · f6 negres canceller · g6 negres peó · d4 blanques canceller · e4 blanques peó · f4 blanques peó · c3 blanques canceller · a2 blanques peó · b2 blanques peó · c2 blanques peó · g2 blanques peó · h2 blanques peó · a1 blanques torre · c1 blanques alfil · d1 blanques dama · e1 blanques rei · f1 blanques alfil · h1 blanques torre | a8 negres torre · b8 negres canceller · c8 negres alfil · d8 negres dama · e8 negres rei · f8 negres alfil · h8 negres torre · a7 negres peó · b7 negres peó · e7 negres peó · f7 negres peó · h7 negres peó · d6 negres peó · f6 negres canceller · g6 negres peó · d4 blanques canceller · e4 blanques peó · f4 blanques peó · c3 blanques canceller · a2 blanques peó · b2 blanques peó · c2 blanques peó · g2 blanques peó · h2 blanques peó · a1 blanques torre · c1 blanques alfil · d1 blanques dama · e1 blanques rei · f1 blanques alfil · h1 blanques torre | a8 negres torre · b8 negres canceller · c8 negres alfil · d8 negres dama · e8 negres rei · f8 negres alfil · h8 negres torre · a7 negres peó · b7 negres peó · e7 negres peó · f7 negres peó · h7 negres peó · d6 negres peó · f6 negres canceller · g6 negres peó · d4 blanques canceller · e4 blanques peó · f4 blanques peó · c3 blanques canceller · a2 blanques peó · b2 blanques peó · c2 blanques peó · g2 blanques peó · h2 blanques peó · a1 blanques torre · c1 blanques alfil · d1 blanques dama · e1 blanques rei · f1 blanques alfil · h1 blanques torre | a8 negres torre · b8 negres canceller · c8 negres alfil · d8 negres dama · e8 negres rei · f8 negres alfil · h8 negres torre · a7 negres peó · b7 negres peó · e7 negres peó · f7 negres peó · h7 negres peó · d6 negres peó · f6 negres canceller · g6 negres peó · d4 blanques canceller · e4 blanques peó · f4 blanques peó · c3 blanques canceller · a2 blanques peó · b2 blanques peó · c2 blanques peó · g2 blanques peó · h2 blanques peó · a1 blanques torre · c1 blanques alfil · d1 blanques dama · e1 blanques rei · f1 blanques alfil · h1 blanques torre | a8 negres torre · b8 negres canceller · c8 negres alfil · d8 negres dama · e8 negres rei · f8 negres alfil · h8 negres torre · a7 negres peó · b7 negres peó · e7 negres peó · f7 negres peó · h7 negres peó · d6 negres peó · f6 negres canceller · g6 negres peó · d4 blanques canceller · e4 blanques peó · f4 blanques peó · c3 blanques canceller · a2 blanques peó · b2 blanques peó · c2 blanques peó · g2 blanques peó · h2 blanques peó · a1 blanques torre · c1 blanques alfil · d1 blanques dama · e1 blanques rei · f1 blanques alfil · h1 blanques torre | a8 negres torre · b8 negres canceller · c8 negres alfil · d8 negres dama · e8 negres rei · f8 negres alfil · h8 negres torre · a7 negres peó · b7 negres peó · e7 negres peó · f7 negres peó · h7 negres peó · d6 negres peó · f6 negres canceller · g6 negres peó · d4 blanques canceller · e4 blanques peó · f4 blanques peó · c3 blanques canceller · a2 blanques peó · b2 blanques peó · c2 blanques peó · g2 blanques peó · h2 blanques peó · a1 blanques torre · c1 blanques alfil · d1 blanques dama · e1 blanques rei · f1 blanques alfil · h1 blanques torre | a8 negres torre · b8 negres canceller · c8 negres alfil · d8 negres dama · e8 negres rei · f8 negres alfil · h8 negres torre · a7 negres peó · b7 negres peó · e7 negres peó · f7 negres peó · h7 negres peó · d6 negres peó · f6 negres canceller · g6 negres peó · d4 blanques canceller · e4 blanques peó · f4 blanques peó · c3 blanques canceller · a2 blanques peó · b2 blanques peó · c2 blanques peó · g2 blanques peó · h2 blanques peó · a1 blanques torre · c1 blanques alfil · d1 blanques dama · e1 blanques rei · f1 blanques alfil · h1 blanques torre | a8 negres torre · b8 negres canceller · c8 negres alfil · d8 negres dama · e8 negres rei · f8 negres alfil · h8 negres torre · a7 negres peó · b7 negres peó · e7 negres peó · f7 negres peó · h7 negres peó · d6 negres peó · f6 negres canceller · g6 negres peó · d4 blanques canceller · e4 blanques peó · f4 blanques peó · c3 blanques canceller · a2 blanques peó · b2 blanques peó · c2 blanques peó · g2 blanques peó · h2 blanques peó · a1 blanques torre · c1 blanques alfil · d1 blanques dama · e1 blanques rei · f1 blanques alfil · h1 blanques torre | 7 |
| 6 | a8 negres torre · b8 negres canceller · c8 negres alfil · d8 negres dama · e8 negres rei · f8 negres alfil · h8 negres torre · a7 negres peó · b7 negres peó · e7 negres peó · f7 negres peó · h7 negres peó · d6 negres peó · f6 negres canceller · g6 negres peó · d4 blanques canceller · e4 blanques peó · f4 blanques peó · c3 blanques canceller · a2 blanques peó · b2 blanques peó · c2 blanques peó · g2 blanques peó · h2 blanques peó · a1 blanques torre · c1 blanques alfil · d1 blanques dama · e1 blanques rei · f1 blanques alfil · h1 blanques torre | a8 negres torre · b8 negres canceller · c8 negres alfil · d8 negres dama · e8 negres rei · f8 negres alfil · h8 negres torre · a7 negres peó · b7 negres peó · e7 negres peó · f7 negres peó · h7 negres peó · d6 negres peó · f6 negres canceller · g6 negres peó · d4 blanques canceller · e4 blanques peó · f4 blanques peó · c3 blanques canceller · a2 blanques peó · b2 blanques peó · c2 blanques peó · g2 blanques peó · h2 blanques peó · a1 blanques torre · c1 blanques alfil · d1 blanques dama · e1 blanques rei · f1 blanques alfil · h1 blanques torre | a8 negres torre · b8 negres canceller · c8 negres alfil · d8 negres dama · e8 negres rei · f8 negres alfil · h8 negres torre · a7 negres peó · b7 negres peó · e7 negres peó · f7 negres peó · h7 negres peó · d6 negres peó · f6 negres canceller · g6 negres peó · d4 blanques canceller · e4 blanques peó · f4 blanques peó · c3 blanques canceller · a2 blanques peó · b2 blanques peó · c2 blanques peó · g2 blanques peó · h2 blanques peó · a1 blanques torre · c1 blanques alfil · d1 blanques dama · e1 blanques rei · f1 blanques alfil · h1 blanques torre | a8 negres torre · b8 negres canceller · c8 negres alfil · d8 negres dama · e8 negres rei · f8 negres alfil · h8 negres torre · a7 negres peó · b7 negres peó · e7 negres peó · f7 negres peó · h7 negres peó · d6 negres peó · f6 negres canceller · g6 negres peó · d4 blanques canceller · e4 blanques peó · f4 blanques peó · c3 blanques canceller · a2 blanques peó · b2 blanques peó · c2 blanques peó · g2 blanques peó · h2 blanques peó · a1 blanques torre · c1 blanques alfil · d1 blanques dama · e1 blanques rei · f1 blanques alfil · h1 blanques torre | a8 negres torre · b8 negres canceller · c8 negres alfil · d8 negres dama · e8 negres rei · f8 negres alfil · h8 negres torre · a7 negres peó · b7 negres peó · e7 negres peó · f7 negres peó · h7 negres peó · d6 negres peó · f6 negres canceller · g6 negres peó · d4 blanques canceller · e4 blanques peó · f4 blanques peó · c3 blanques canceller · a2 blanques peó · b2 blanques peó · c2 blanques peó · g2 blanques peó · h2 blanques peó · a1 blanques torre · c1 blanques alfil · d1 blanques dama · e1 blanques rei · f1 blanques alfil · h1 blanques torre | a8 negres torre · b8 negres canceller · c8 negres alfil · d8 negres dama · e8 negres rei · f8 negres alfil · h8 negres torre · a7 negres peó · b7 negres peó · e7 negres peó · f7 negres peó · h7 negres peó · d6 negres peó · f6 negres canceller · g6 negres peó · d4 blanques canceller · e4 blanques peó · f4 blanques peó · c3 blanques canceller · a2 blanques peó · b2 blanques peó · c2 blanques peó · g2 blanques peó · h2 blanques peó · a1 blanques torre · c1 blanques alfil · d1 blanques dama · e1 blanques rei · f1 blanques alfil · h1 blanques torre | a8 negres torre · b8 negres canceller · c8 negres alfil · d8 negres dama · e8 negres rei · f8 negres alfil · h8 negres torre · a7 negres peó · b7 negres peó · e7 negres peó · f7 negres peó · h7 negres peó · d6 negres peó · f6 negres canceller · g6 negres peó · d4 blanques canceller · e4 blanques peó · f4 blanques peó · c3 blanques canceller · a2 blanques peó · b2 blanques peó · c2 blanques peó · g2 blanques peó · h2 blanques peó · a1 blanques torre · c1 blanques alfil · d1 blanques dama · e1 blanques rei · f1 blanques alfil · h1 blanques torre | a8 negres torre · b8 negres canceller · c8 negres alfil · d8 negres dama · e8 negres rei · f8 negres alfil · h8 negres torre · a7 negres peó · b7 negres peó · e7 negres peó · f7 negres peó · h7 negres peó · d6 negres peó · f6 negres canceller · g6 negres peó · d4 blanques canceller · e4 blanques peó · f4 blanques peó · c3 blanques canceller · a2 blanques peó · b2 blanques peó · c2 blanques peó · g2 blanques peó · h2 blanques peó · a1 blanques torre · c1 blanques alfil · d1 blanques dama · e1 blanques rei · f1 blanques alfil · h1 blanques torre | 6 |
| 5 | a8 negres torre · b8 negres canceller · c8 negres alfil · d8 negres dama · e8 negres rei · f8 negres alfil · h8 negres torre · a7 negres peó · b7 negres peó · e7 negres peó · f7 negres peó · h7 negres peó · d6 negres peó · f6 negres canceller · g6 negres peó · d4 blanques canceller · e4 blanques peó · f4 blanques peó · c3 blanques canceller · a2 blanques peó · b2 blanques peó · c2 blanques peó · g2 blanques peó · h2 blanques peó · a1 blanques torre · c1 blanques alfil · d1 blanques dama · e1 blanques rei · f1 blanques alfil · h1 blanques torre | a8 negres torre · b8 negres canceller · c8 negres alfil · d8 negres dama · e8 negres rei · f8 negres alfil · h8 negres torre · a7 negres peó · b7 negres peó · e7 negres peó · f7 negres peó · h7 negres peó · d6 negres peó · f6 negres canceller · g6 negres peó · d4 blanques canceller · e4 blanques peó · f4 blanques peó · c3 blanques canceller · a2 blanques peó · b2 blanques peó · c2 blanques peó · g2 blanques peó · h2 blanques peó · a1 blanques torre · c1 blanques alfil · d1 blanques dama · e1 blanques rei · f1 blanques alfil · h1 blanques torre | a8 negres torre · b8 negres canceller · c8 negres alfil · d8 negres dama · e8 negres rei · f8 negres alfil · h8 negres torre · a7 negres peó · b7 negres peó · e7 negres peó · f7 negres peó · h7 negres peó · d6 negres peó · f6 negres canceller · g6 negres peó · d4 blanques canceller · e4 blanques peó · f4 blanques peó · c3 blanques canceller · a2 blanques peó · b2 blanques peó · c2 blanques peó · g2 blanques peó · h2 blanques peó · a1 blanques torre · c1 blanques alfil · d1 blanques dama · e1 blanques rei · f1 blanques alfil · h1 blanques torre | a8 negres torre · b8 negres canceller · c8 negres alfil · d8 negres dama · e8 negres rei · f8 negres alfil · h8 negres torre · a7 negres peó · b7 negres peó · e7 negres peó · f7 negres peó · h7 negres peó · d6 negres peó · f6 negres canceller · g6 negres peó · d4 blanques canceller · e4 blanques peó · f4 blanques peó · c3 blanques canceller · a2 blanques peó · b2 blanques peó · c2 blanques peó · g2 blanques peó · h2 blanques peó · a1 blanques torre · c1 blanques alfil · d1 blanques dama · e1 blanques rei · f1 blanques alfil · h1 blanques torre | a8 negres torre · b8 negres canceller · c8 negres alfil · d8 negres dama · e8 negres rei · f8 negres alfil · h8 negres torre · a7 negres peó · b7 negres peó · e7 negres peó · f7 negres peó · h7 negres peó · d6 negres peó · f6 negres canceller · g6 negres peó · d4 blanques canceller · e4 blanques peó · f4 blanques peó · c3 blanques canceller · a2 blanques peó · b2 blanques peó · c2 blanques peó · g2 blanques peó · h2 blanques peó · a1 blanques torre · c1 blanques alfil · d1 blanques dama · e1 blanques rei · f1 blanques alfil · h1 blanques torre | a8 negres torre · b8 negres canceller · c8 negres alfil · d8 negres dama · e8 negres rei · f8 negres alfil · h8 negres torre · a7 negres peó · b7 negres peó · e7 negres peó · f7 negres peó · h7 negres peó · d6 negres peó · f6 negres canceller · g6 negres peó · d4 blanques canceller · e4 blanques peó · f4 blanques peó · c3 blanques canceller · a2 blanques peó · b2 blanques peó · c2 blanques peó · g2 blanques peó · h2 blanques peó · a1 blanques torre · c1 blanques alfil · d1 blanques dama · e1 blanques rei · f1 blanques alfil · h1 blanques torre | a8 negres torre · b8 negres canceller · c8 negres alfil · d8 negres dama · e8 negres rei · f8 negres alfil · h8 negres torre · a7 negres peó · b7 negres peó · e7 negres peó · f7 negres peó · h7 negres peó · d6 negres peó · f6 negres canceller · g6 negres peó · d4 blanques canceller · e4 blanques peó · f4 blanques peó · c3 blanques canceller · a2 blanques peó · b2 blanques peó · c2 blanques peó · g2 blanques peó · h2 blanques peó · a1 blanques torre · c1 blanques alfil · d1 blanques dama · e1 blanques rei · f1 blanques alfil · h1 blanques torre | a8 negres torre · b8 negres canceller · c8 negres alfil · d8 negres dama · e8 negres rei · f8 negres alfil · h8 negres torre · a7 negres peó · b7 negres peó · e7 negres peó · f7 negres peó · h7 negres peó · d6 negres peó · f6 negres canceller · g6 negres peó · d4 blanques canceller · e4 blanques peó · f4 blanques peó · c3 blanques canceller · a2 blanques peó · b2 blanques peó · c2 blanques peó · g2 blanques peó · h2 blanques peó · a1 blanques torre · c1 blanques alfil · d1 blanques dama · e1 blanques rei · f1 blanques alfil · h1 blanques torre | 5 |
| 4 | a8 negres torre · b8 negres canceller · c8 negres alfil · d8 negres dama · e8 negres rei · f8 negres alfil · h8 negres torre · a7 negres peó · b7 negres peó · e7 negres peó · f7 negres peó · h7 negres peó · d6 negres peó · f6 negres canceller · g6 negres peó · d4 blanques canceller · e4 blanques peó · f4 blanques peó · c3 blanques canceller · a2 blanques peó · b2 blanques peó · c2 blanques peó · g2 blanques peó · h2 blanques peó · a1 blanques torre · c1 blanques alfil · d1 blanques dama · e1 blanques rei · f1 blanques alfil · h1 blanques torre | a8 negres torre · b8 negres canceller · c8 negres alfil · d8 negres dama · e8 negres rei · f8 negres alfil · h8 negres torre · a7 negres peó · b7 negres peó · e7 negres peó · f7 negres peó · h7 negres peó · d6 negres peó · f6 negres canceller · g6 negres peó · d4 blanques canceller · e4 blanques peó · f4 blanques peó · c3 blanques canceller · a2 blanques peó · b2 blanques peó · c2 blanques peó · g2 blanques peó · h2 blanques peó · a1 blanques torre · c1 blanques alfil · d1 blanques dama · e1 blanques rei · f1 blanques alfil · h1 blanques torre | a8 negres torre · b8 negres canceller · c8 negres alfil · d8 negres dama · e8 negres rei · f8 negres alfil · h8 negres torre · a7 negres peó · b7 negres peó · e7 negres peó · f7 negres peó · h7 negres peó · d6 negres peó · f6 negres canceller · g6 negres peó · d4 blanques canceller · e4 blanques peó · f4 blanques peó · c3 blanques canceller · a2 blanques peó · b2 blanques peó · c2 blanques peó · g2 blanques peó · h2 blanques peó · a1 blanques torre · c1 blanques alfil · d1 blanques dama · e1 blanques rei · f1 blanques alfil · h1 blanques torre | a8 negres torre · b8 negres canceller · c8 negres alfil · d8 negres dama · e8 negres rei · f8 negres alfil · h8 negres torre · a7 negres peó · b7 negres peó · e7 negres peó · f7 negres peó · h7 negres peó · d6 negres peó · f6 negres canceller · g6 negres peó · d4 blanques canceller · e4 blanques peó · f4 blanques peó · c3 blanques canceller · a2 blanques peó · b2 blanques peó · c2 blanques peó · g2 blanques peó · h2 blanques peó · a1 blanques torre · c1 blanques alfil · d1 blanques dama · e1 blanques rei · f1 blanques alfil · h1 blanques torre | a8 negres torre · b8 negres canceller · c8 negres alfil · d8 negres dama · e8 negres rei · f8 negres alfil · h8 negres torre · a7 negres peó · b7 negres peó · e7 negres peó · f7 negres peó · h7 negres peó · d6 negres peó · f6 negres canceller · g6 negres peó · d4 blanques canceller · e4 blanques peó · f4 blanques peó · c3 blanques canceller · a2 blanques peó · b2 blanques peó · c2 blanques peó · g2 blanques peó · h2 blanques peó · a1 blanques torre · c1 blanques alfil · d1 blanques dama · e1 blanques rei · f1 blanques alfil · h1 blanques torre | a8 negres torre · b8 negres canceller · c8 negres alfil · d8 negres dama · e8 negres rei · f8 negres alfil · h8 negres torre · a7 negres peó · b7 negres peó · e7 negres peó · f7 negres peó · h7 negres peó · d6 negres peó · f6 negres canceller · g6 negres peó · d4 blanques canceller · e4 blanques peó · f4 blanques peó · c3 blanques canceller · a2 blanques peó · b2 blanques peó · c2 blanques peó · g2 blanques peó · h2 blanques peó · a1 blanques torre · c1 blanques alfil · d1 blanques dama · e1 blanques rei · f1 blanques alfil · h1 blanques torre | a8 negres torre · b8 negres canceller · c8 negres alfil · d8 negres dama · e8 negres rei · f8 negres alfil · h8 negres torre · a7 negres peó · b7 negres peó · e7 negres peó · f7 negres peó · h7 negres peó · d6 negres peó · f6 negres canceller · g6 negres peó · d4 blanques canceller · e4 blanques peó · f4 blanques peó · c3 blanques canceller · a2 blanques peó · b2 blanques peó · c2 blanques peó · g2 blanques peó · h2 blanques peó · a1 blanques torre · c1 blanques alfil · d1 blanques dama · e1 blanques rei · f1 blanques alfil · h1 blanques torre | a8 negres torre · b8 negres canceller · c8 negres alfil · d8 negres dama · e8 negres rei · f8 negres alfil · h8 negres torre · a7 negres peó · b7 negres peó · e7 negres peó · f7 negres peó · h7 negres peó · d6 negres peó · f6 negres canceller · g6 negres peó · d4 blanques canceller · e4 blanques peó · f4 blanques peó · c3 blanques canceller · a2 blanques peó · b2 blanques peó · c2 blanques peó · g2 blanques peó · h2 blanques peó · a1 blanques torre · c1 blanques alfil · d1 blanques dama · e1 blanques rei · f1 blanques alfil · h1 blanques torre | 4 |
| 3 | a8 negres torre · b8 negres canceller · c8 negres alfil · d8 negres dama · e8 negres rei · f8 negres alfil · h8 negres torre · a7 negres peó · b7 negres peó · e7 negres peó · f7 negres peó · h7 negres peó · d6 negres peó · f6 negres canceller · g6 negres peó · d4 blanques canceller · e4 blanques peó · f4 blanques peó · c3 blanques canceller · a2 blanques peó · b2 blanques peó · c2 blanques peó · g2 blanques peó · h2 blanques peó · a1 blanques torre · c1 blanques alfil · d1 blanques dama · e1 blanques rei · f1 blanques alfil · h1 blanques torre | a8 negres torre · b8 negres canceller · c8 negres alfil · d8 negres dama · e8 negres rei · f8 negres alfil · h8 negres torre · a7 negres peó · b7 negres peó · e7 negres peó · f7 negres peó · h7 negres peó · d6 negres peó · f6 negres canceller · g6 negres peó · d4 blanques canceller · e4 blanques peó · f4 blanques peó · c3 blanques canceller · a2 blanques peó · b2 blanques peó · c2 blanques peó · g2 blanques peó · h2 blanques peó · a1 blanques torre · c1 blanques alfil · d1 blanques dama · e1 blanques rei · f1 blanques alfil · h1 blanques torre | a8 negres torre · b8 negres canceller · c8 negres alfil · d8 negres dama · e8 negres rei · f8 negres alfil · h8 negres torre · a7 negres peó · b7 negres peó · e7 negres peó · f7 negres peó · h7 negres peó · d6 negres peó · f6 negres canceller · g6 negres peó · d4 blanques canceller · e4 blanques peó · f4 blanques peó · c3 blanques canceller · a2 blanques peó · b2 blanques peó · c2 blanques peó · g2 blanques peó · h2 blanques peó · a1 blanques torre · c1 blanques alfil · d1 blanques dama · e1 blanques rei · f1 blanques alfil · h1 blanques torre | a8 negres torre · b8 negres canceller · c8 negres alfil · d8 negres dama · e8 negres rei · f8 negres alfil · h8 negres torre · a7 negres peó · b7 negres peó · e7 negres peó · f7 negres peó · h7 negres peó · d6 negres peó · f6 negres canceller · g6 negres peó · d4 blanques canceller · e4 blanques peó · f4 blanques peó · c3 blanques canceller · a2 blanques peó · b2 blanques peó · c2 blanques peó · g2 blanques peó · h2 blanques peó · a1 blanques torre · c1 blanques alfil · d1 blanques dama · e1 blanques rei · f1 blanques alfil · h1 blanques torre | a8 negres torre · b8 negres canceller · c8 negres alfil · d8 negres dama · e8 negres rei · f8 negres alfil · h8 negres torre · a7 negres peó · b7 negres peó · e7 negres peó · f7 negres peó · h7 negres peó · d6 negres peó · f6 negres canceller · g6 negres peó · d4 blanques canceller · e4 blanques peó · f4 blanques peó · c3 blanques canceller · a2 blanques peó · b2 blanques peó · c2 blanques peó · g2 blanques peó · h2 blanques peó · a1 blanques torre · c1 blanques alfil · d1 blanques dama · e1 blanques rei · f1 blanques alfil · h1 blanques torre | a8 negres torre · b8 negres canceller · c8 negres alfil · d8 negres dama · e8 negres rei · f8 negres alfil · h8 negres torre · a7 negres peó · b7 negres peó · e7 negres peó · f7 negres peó · h7 negres peó · d6 negres peó · f6 negres canceller · g6 negres peó · d4 blanques canceller · e4 blanques peó · f4 blanques peó · c3 blanques canceller · a2 blanques peó · b2 blanques peó · c2 blanques peó · g2 blanques peó · h2 blanques peó · a1 blanques torre · c1 blanques alfil · d1 blanques dama · e1 blanques rei · f1 blanques alfil · h1 blanques torre | a8 negres torre · b8 negres canceller · c8 negres alfil · d8 negres dama · e8 negres rei · f8 negres alfil · h8 negres torre · a7 negres peó · b7 negres peó · e7 negres peó · f7 negres peó · h7 negres peó · d6 negres peó · f6 negres canceller · g6 negres peó · d4 blanques canceller · e4 blanques peó · f4 blanques peó · c3 blanques canceller · a2 blanques peó · b2 blanques peó · c2 blanques peó · g2 blanques peó · h2 blanques peó · a1 blanques torre · c1 blanques alfil · d1 blanques dama · e1 blanques rei · f1 blanques alfil · h1 blanques torre | a8 negres torre · b8 negres canceller · c8 negres alfil · d8 negres dama · e8 negres rei · f8 negres alfil · h8 negres torre · a7 negres peó · b7 negres peó · e7 negres peó · f7 negres peó · h7 negres peó · d6 negres peó · f6 negres canceller · g6 negres peó · d4 blanques canceller · e4 blanques peó · f4 blanques peó · c3 blanques canceller · a2 blanques peó · b2 blanques peó · c2 blanques peó · g2 blanques peó · h2 blanques peó · a1 blanques torre · c1 blanques alfil · d1 blanques dama · e1 blanques rei · f1 blanques alfil · h1 blanques torre | 3 |
| 2 | a8 negres torre · b8 negres canceller · c8 negres alfil · d8 negres dama · e8 negres rei · f8 negres alfil · h8 negres torre · a7 negres peó · b7 negres peó · e7 negres peó · f7 negres peó · h7 negres peó · d6 negres peó · f6 negres canceller · g6 negres peó · d4 blanques canceller · e4 blanques peó · f4 blanques peó · c3 blanques canceller · a2 blanques peó · b2 blanques peó · c2 blanques peó · g2 blanques peó · h2 blanques peó · a1 blanques torre · c1 blanques alfil · d1 blanques dama · e1 blanques rei · f1 blanques alfil · h1 blanques torre | a8 negres torre · b8 negres canceller · c8 negres alfil · d8 negres dama · e8 negres rei · f8 negres alfil · h8 negres torre · a7 negres peó · b7 negres peó · e7 negres peó · f7 negres peó · h7 negres peó · d6 negres peó · f6 negres canceller · g6 negres peó · d4 blanques canceller · e4 blanques peó · f4 blanques peó · c3 blanques canceller · a2 blanques peó · b2 blanques peó · c2 blanques peó · g2 blanques peó · h2 blanques peó · a1 blanques torre · c1 blanques alfil · d1 blanques dama · e1 blanques rei · f1 blanques alfil · h1 blanques torre | a8 negres torre · b8 negres canceller · c8 negres alfil · d8 negres dama · e8 negres rei · f8 negres alfil · h8 negres torre · a7 negres peó · b7 negres peó · e7 negres peó · f7 negres peó · h7 negres peó · d6 negres peó · f6 negres canceller · g6 negres peó · d4 blanques canceller · e4 blanques peó · f4 blanques peó · c3 blanques canceller · a2 blanques peó · b2 blanques peó · c2 blanques peó · g2 blanques peó · h2 blanques peó · a1 blanques torre · c1 blanques alfil · d1 blanques dama · e1 blanques rei · f1 blanques alfil · h1 blanques torre | a8 negres torre · b8 negres canceller · c8 negres alfil · d8 negres dama · e8 negres rei · f8 negres alfil · h8 negres torre · a7 negres peó · b7 negres peó · e7 negres peó · f7 negres peó · h7 negres peó · d6 negres peó · f6 negres canceller · g6 negres peó · d4 blanques canceller · e4 blanques peó · f4 blanques peó · c3 blanques canceller · a2 blanques peó · b2 blanques peó · c2 blanques peó · g2 blanques peó · h2 blanques peó · a1 blanques torre · c1 blanques alfil · d1 blanques dama · e1 blanques rei · f1 blanques alfil · h1 blanques torre | a8 negres torre · b8 negres canceller · c8 negres alfil · d8 negres dama · e8 negres rei · f8 negres alfil · h8 negres torre · a7 negres peó · b7 negres peó · e7 negres peó · f7 negres peó · h7 negres peó · d6 negres peó · f6 negres canceller · g6 negres peó · d4 blanques canceller · e4 blanques peó · f4 blanques peó · c3 blanques canceller · a2 blanques peó · b2 blanques peó · c2 blanques peó · g2 blanques peó · h2 blanques peó · a1 blanques torre · c1 blanques alfil · d1 blanques dama · e1 blanques rei · f1 blanques alfil · h1 blanques torre | a8 negres torre · b8 negres canceller · c8 negres alfil · d8 negres dama · e8 negres rei · f8 negres alfil · h8 negres torre · a7 negres peó · b7 negres peó · e7 negres peó · f7 negres peó · h7 negres peó · d6 negres peó · f6 negres canceller · g6 negres peó · d4 blanques canceller · e4 blanques peó · f4 blanques peó · c3 blanques canceller · a2 blanques peó · b2 blanques peó · c2 blanques peó · g2 blanques peó · h2 blanques peó · a1 blanques torre · c1 blanques alfil · d1 blanques dama · e1 blanques rei · f1 blanques alfil · h1 blanques torre | a8 negres torre · b8 negres canceller · c8 negres alfil · d8 negres dama · e8 negres rei · f8 negres alfil · h8 negres torre · a7 negres peó · b7 negres peó · e7 negres peó · f7 negres peó · h7 negres peó · d6 negres peó · f6 negres canceller · g6 negres peó · d4 blanques canceller · e4 blanques peó · f4 blanques peó · c3 blanques canceller · a2 blanques peó · b2 blanques peó · c2 blanques peó · g2 blanques peó · h2 blanques peó · a1 blanques torre · c1 blanques alfil · d1 blanques dama · e1 blanques rei · f1 blanques alfil · h1 blanques torre | a8 negres torre · b8 negres canceller · c8 negres alfil · d8 negres dama · e8 negres rei · f8 negres alfil · h8 negres torre · a7 negres peó · b7 negres peó · e7 negres peó · f7 negres peó · h7 negres peó · d6 negres peó · f6 negres canceller · g6 negres peó · d4 blanques canceller · e4 blanques peó · f4 blanques peó · c3 blanques canceller · a2 blanques peó · b2 blanques peó · c2 blanques peó · g2 blanques peó · h2 blanques peó · a1 blanques torre · c1 blanques alfil · d1 blanques dama · e1 blanques rei · f1 blanques alfil · h1 blanques torre | 2 |
| 1 | a8 negres torre · b8 negres canceller · c8 negres alfil · d8 negres dama · e8 negres rei · f8 negres alfil · h8 negres torre · a7 negres peó · b7 negres peó · e7 negres peó · f7 negres peó · h7 negres peó · d6 negres peó · f6 negres canceller · g6 negres peó · d4 blanques canceller · e4 blanques peó · f4 blanques peó · c3 blanques canceller · a2 blanques peó · b2 blanques peó · c2 blanques peó · g2 blanques peó · h2 blanques peó · a1 blanques torre · c1 blanques alfil · d1 blanques dama · e1 blanques rei · f1 blanques alfil · h1 blanques torre | a8 negres torre · b8 negres canceller · c8 negres alfil · d8 negres dama · e8 negres rei · f8 negres alfil · h8 negres torre · a7 negres peó · b7 negres peó · e7 negres peó · f7 negres peó · h7 negres peó · d6 negres peó · f6 negres canceller · g6 negres peó · d4 blanques canceller · e4 blanques peó · f4 blanques peó · c3 blanques canceller · a2 blanques peó · b2 blanques peó · c2 blanques peó · g2 blanques peó · h2 blanques peó · a1 blanques torre · c1 blanques alfil · d1 blanques dama · e1 blanques rei · f1 blanques alfil · h1 blanques torre | a8 negres torre · b8 negres canceller · c8 negres alfil · d8 negres dama · e8 negres rei · f8 negres alfil · h8 negres torre · a7 negres peó · b7 negres peó · e7 negres peó · f7 negres peó · h7 negres peó · d6 negres peó · f6 negres canceller · g6 negres peó · d4 blanques canceller · e4 blanques peó · f4 blanques peó · c3 blanques canceller · a2 blanques peó · b2 blanques peó · c2 blanques peó · g2 blanques peó · h2 blanques peó · a1 blanques torre · c1 blanques alfil · d1 blanques dama · e1 blanques rei · f1 blanques alfil · h1 blanques torre | a8 negres torre · b8 negres canceller · c8 negres alfil · d8 negres dama · e8 negres rei · f8 negres alfil · h8 negres torre · a7 negres peó · b7 negres peó · e7 negres peó · f7 negres peó · h7 negres peó · d6 negres peó · f6 negres canceller · g6 negres peó · d4 blanques canceller · e4 blanques peó · f4 blanques peó · c3 blanques canceller · a2 blanques peó · b2 blanques peó · c2 blanques peó · g2 blanques peó · h2 blanques peó · a1 blanques torre · c1 blanques alfil · d1 blanques dama · e1 blanques rei · f1 blanques alfil · h1 blanques torre | a8 negres torre · b8 negres canceller · c8 negres alfil · d8 negres dama · e8 negres rei · f8 negres alfil · h8 negres torre · a7 negres peó · b7 negres peó · e7 negres peó · f7 negres peó · h7 negres peó · d6 negres peó · f6 negres canceller · g6 negres peó · d4 blanques canceller · e4 blanques peó · f4 blanques peó · c3 blanques canceller · a2 blanques peó · b2 blanques peó · c2 blanques peó · g2 blanques peó · h2 blanques peó · a1 blanques torre · c1 blanques alfil · d1 blanques dama · e1 blanques rei · f1 blanques alfil · h1 blanques torre | a8 negres torre · b8 negres canceller · c8 negres alfil · d8 negres dama · e8 negres rei · f8 negres alfil · h8 negres torre · a7 negres peó · b7 negres peó · e7 negres peó · f7 negres peó · h7 negres peó · d6 negres peó · f6 negres canceller · g6 negres peó · d4 blanques canceller · e4 blanques peó · f4 blanques peó · c3 blanques canceller · a2 blanques peó · b2 blanques peó · c2 blanques peó · g2 blanques peó · h2 blanques peó · a1 blanques torre · c1 blanques alfil · d1 blanques dama · e1 blanques rei · f1 blanques alfil · h1 blanques torre | a8 negres torre · b8 negres canceller · c8 negres alfil · d8 negres dama · e8 negres rei · f8 negres alfil · h8 negres torre · a7 negres peó · b7 negres peó · e7 negres peó · f7 negres peó · h7 negres peó · d6 negres peó · f6 negres canceller · g6 negres peó · d4 blanques canceller · e4 blanques peó · f4 blanques peó · c3 blanques canceller · a2 blanques peó · b2 blanques peó · c2 blanques peó · g2 blanques peó · h2 blanques peó · a1 blanques torre · c1 blanques alfil · d1 blanques dama · e1 blanques rei · f1 blanques alfil · h1 blanques torre | a8 negres torre · b8 negres canceller · c8 negres alfil · d8 negres dama · e8 negres rei · f8 negres alfil · h8 negres torre · a7 negres peó · b7 negres peó · e7 negres peó · f7 negres peó · h7 negres peó · d6 negres peó · f6 negres canceller · g6 negres peó · d4 blanques canceller · e4 blanques peó · f4 blanques peó · c3 blanques canceller · a2 blanques peó · b2 blanques peó · c2 blanques peó · g2 blanques peó · h2 blanques peó · a1 blanques torre · c1 blanques alfil · d1 blanques dama · e1 blanques rei · f1 blanques alfil · h1 blanques torre | 1 |
|   | a | b | c | d | e | f | g | h |   |

|   | a | b | c | d | e | f | g | h |   |
| 8 | a8 negres torre · c8 negres alfil · e8 negres rei · g8 negres cavall · h8 negres torre · a7 negres peó · b7 negres peó · c7 negres peó · d7 negres dama · f7 negres peó · g7 negres peó · h7 negres peó · b6 negres alfil · a5 negres cavall · e5 blanques cavall · c4 blanques alfil · e4 blanques peó · a3 blanques alfil · b3 blanques dama · c3 blanques peó · a2 blanques peó · f2 blanques peó · g2 blanques peó · h2 blanques peó · a1 blanques torre · b1 blanques cavall · f1 blanques torre · g1 blanques rei | a8 negres torre · c8 negres alfil · e8 negres rei · g8 negres cavall · h8 negres torre · a7 negres peó · b7 negres peó · c7 negres peó · d7 negres dama · f7 negres peó · g7 negres peó · h7 negres peó · b6 negres alfil · a5 negres cavall · e5 blanques cavall · c4 blanques alfil · e4 blanques peó · a3 blanques alfil · b3 blanques dama · c3 blanques peó · a2 blanques peó · f2 blanques peó · g2 blanques peó · h2 blanques peó · a1 blanques torre · b1 blanques cavall · f1 blanques torre · g1 blanques rei | a8 negres torre · c8 negres alfil · e8 negres rei · g8 negres cavall · h8 negres torre · a7 negres peó · b7 negres peó · c7 negres peó · d7 negres dama · f7 negres peó · g7 negres peó · h7 negres peó · b6 negres alfil · a5 negres cavall · e5 blanques cavall · c4 blanques alfil · e4 blanques peó · a3 blanques alfil · b3 blanques dama · c3 blanques peó · a2 blanques peó · f2 blanques peó · g2 blanques peó · h2 blanques peó · a1 blanques torre · b1 blanques cavall · f1 blanques torre · g1 blanques rei | a8 negres torre · c8 negres alfil · e8 negres rei · g8 negres cavall · h8 negres torre · a7 negres peó · b7 negres peó · c7 negres peó · d7 negres dama · f7 negres peó · g7 negres peó · h7 negres peó · b6 negres alfil · a5 negres cavall · e5 blanques cavall · c4 blanques alfil · e4 blanques peó · a3 blanques alfil · b3 blanques dama · c3 blanques peó · a2 blanques peó · f2 blanques peó · g2 blanques peó · h2 blanques peó · a1 blanques torre · b1 blanques cavall · f1 blanques torre · g1 blanques rei | a8 negres torre · c8 negres alfil · e8 negres rei · g8 negres cavall · h8 negres torre · a7 negres peó · b7 negres peó · c7 negres peó · d7 negres dama · f7 negres peó · g7 negres peó · h7 negres peó · b6 negres alfil · a5 negres cavall · e5 blanques cavall · c4 blanques alfil · e4 blanques peó · a3 blanques alfil · b3 blanques dama · c3 blanques peó · a2 blanques peó · f2 blanques peó · g2 blanques peó · h2 blanques peó · a1 blanques torre · b1 blanques cavall · f1 blanques torre · g1 blanques rei | a8 negres torre · c8 negres alfil · e8 negres rei · g8 negres cavall · h8 negres torre · a7 negres peó · b7 negres peó · c7 negres peó · d7 negres dama · f7 negres peó · g7 negres peó · h7 negres peó · b6 negres alfil · a5 negres cavall · e5 blanques cavall · c4 blanques alfil · e4 blanques peó · a3 blanques alfil · b3 blanques dama · c3 blanques peó · a2 blanques peó · f2 blanques peó · g2 blanques peó · h2 blanques peó · a1 blanques torre · b1 blanques cavall · f1 blanques torre · g1 blanques rei | a8 negres torre · c8 negres alfil · e8 negres rei · g8 negres cavall · h8 negres torre · a7 negres peó · b7 negres peó · c7 negres peó · d7 negres dama · f7 negres peó · g7 negres peó · h7 negres peó · b6 negres alfil · a5 negres cavall · e5 blanques cavall · c4 blanques alfil · e4 blanques peó · a3 blanques alfil · b3 blanques dama · c3 blanques peó · a2 blanques peó · f2 blanques peó · g2 blanques peó · h2 blanques peó · a1 blanques torre · b1 blanques cavall · f1 blanques torre · g1 blanques rei | a8 negres torre · c8 negres alfil · e8 negres rei · g8 negres cavall · h8 negres torre · a7 negres peó · b7 negres peó · c7 negres peó · d7 negres dama · f7 negres peó · g7 negres peó · h7 negres peó · b6 negres alfil · a5 negres cavall · e5 blanques cavall · c4 blanques alfil · e4 blanques peó · a3 blanques alfil · b3 blanques dama · c3 blanques peó · a2 blanques peó · f2 blanques peó · g2 blanques peó · h2 blanques peó · a1 blanques torre · b1 blanques cavall · f1 blanques torre · g1 blanques rei | 8 |
| 7 | a8 negres torre · c8 negres alfil · e8 negres rei · g8 negres cavall · h8 negres torre · a7 negres peó · b7 negres peó · c7 negres peó · d7 negres dama · f7 negres peó · g7 negres peó · h7 negres peó · b6 negres alfil · a5 negres cavall · e5 blanques cavall · c4 blanques alfil · e4 blanques peó · a3 blanques alfil · b3 blanques dama · c3 blanques peó · a2 blanques peó · f2 blanques peó · g2 blanques peó · h2 blanques peó · a1 blanques torre · b1 blanques cavall · f1 blanques torre · g1 blanques rei | a8 negres torre · c8 negres alfil · e8 negres rei · g8 negres cavall · h8 negres torre · a7 negres peó · b7 negres peó · c7 negres peó · d7 negres dama · f7 negres peó · g7 negres peó · h7 negres peó · b6 negres alfil · a5 negres cavall · e5 blanques cavall · c4 blanques alfil · e4 blanques peó · a3 blanques alfil · b3 blanques dama · c3 blanques peó · a2 blanques peó · f2 blanques peó · g2 blanques peó · h2 blanques peó · a1 blanques torre · b1 blanques cavall · f1 blanques torre · g1 blanques rei | a8 negres torre · c8 negres alfil · e8 negres rei · g8 negres cavall · h8 negres torre · a7 negres peó · b7 negres peó · c7 negres peó · d7 negres dama · f7 negres peó · g7 negres peó · h7 negres peó · b6 negres alfil · a5 negres cavall · e5 blanques cavall · c4 blanques alfil · e4 blanques peó · a3 blanques alfil · b3 blanques dama · c3 blanques peó · a2 blanques peó · f2 blanques peó · g2 blanques peó · h2 blanques peó · a1 blanques torre · b1 blanques cavall · f1 blanques torre · g1 blanques rei | a8 negres torre · c8 negres alfil · e8 negres rei · g8 negres cavall · h8 negres torre · a7 negres peó · b7 negres peó · c7 negres peó · d7 negres dama · f7 negres peó · g7 negres peó · h7 negres peó · b6 negres alfil · a5 negres cavall · e5 blanques cavall · c4 blanques alfil · e4 blanques peó · a3 blanques alfil · b3 blanques dama · c3 blanques peó · a2 blanques peó · f2 blanques peó · g2 blanques peó · h2 blanques peó · a1 blanques torre · b1 blanques cavall · f1 blanques torre · g1 blanques rei | a8 negres torre · c8 negres alfil · e8 negres rei · g8 negres cavall · h8 negres torre · a7 negres peó · b7 negres peó · c7 negres peó · d7 negres dama · f7 negres peó · g7 negres peó · h7 negres peó · b6 negres alfil · a5 negres cavall · e5 blanques cavall · c4 blanques alfil · e4 blanques peó · a3 blanques alfil · b3 blanques dama · c3 blanques peó · a2 blanques peó · f2 blanques peó · g2 blanques peó · h2 blanques peó · a1 blanques torre · b1 blanques cavall · f1 blanques torre · g1 blanques rei | a8 negres torre · c8 negres alfil · e8 negres rei · g8 negres cavall · h8 negres torre · a7 negres peó · b7 negres peó · c7 negres peó · d7 negres dama · f7 negres peó · g7 negres peó · h7 negres peó · b6 negres alfil · a5 negres cavall · e5 blanques cavall · c4 blanques alfil · e4 blanques peó · a3 blanques alfil · b3 blanques dama · c3 blanques peó · a2 blanques peó · f2 blanques peó · g2 blanques peó · h2 blanques peó · a1 blanques torre · b1 blanques cavall · f1 blanques torre · g1 blanques rei | a8 negres torre · c8 negres alfil · e8 negres rei · g8 negres cavall · h8 negres torre · a7 negres peó · b7 negres peó · c7 negres peó · d7 negres dama · f7 negres peó · g7 negres peó · h7 negres peó · b6 negres alfil · a5 negres cavall · e5 blanques cavall · c4 blanques alfil · e4 blanques peó · a3 blanques alfil · b3 blanques dama · c3 blanques peó · a2 blanques peó · f2 blanques peó · g2 blanques peó · h2 blanques peó · a1 blanques torre · b1 blanques cavall · f1 blanques torre · g1 blanques rei | a8 negres torre · c8 negres alfil · e8 negres rei · g8 negres cavall · h8 negres torre · a7 negres peó · b7 negres peó · c7 negres peó · d7 negres dama · f7 negres peó · g7 negres peó · h7 negres peó · b6 negres alfil · a5 negres cavall · e5 blanques cavall · c4 blanques alfil · e4 blanques peó · a3 blanques alfil · b3 blanques dama · c3 blanques peó · a2 blanques peó · f2 blanques peó · g2 blanques peó · h2 blanques peó · a1 blanques torre · b1 blanques cavall · f1 blanques torre · g1 blanques rei | 7 |
| 6 | a8 negres torre · c8 negres alfil · e8 negres rei · g8 negres cavall · h8 negres torre · a7 negres peó · b7 negres peó · c7 negres peó · d7 negres dama · f7 negres peó · g7 negres peó · h7 negres peó · b6 negres alfil · a5 negres cavall · e5 blanques cavall · c4 blanques alfil · e4 blanques peó · a3 blanques alfil · b3 blanques dama · c3 blanques peó · a2 blanques peó · f2 blanques peó · g2 blanques peó · h2 blanques peó · a1 blanques torre · b1 blanques cavall · f1 blanques torre · g1 blanques rei | a8 negres torre · c8 negres alfil · e8 negres rei · g8 negres cavall · h8 negres torre · a7 negres peó · b7 negres peó · c7 negres peó · d7 negres dama · f7 negres peó · g7 negres peó · h7 negres peó · b6 negres alfil · a5 negres cavall · e5 blanques cavall · c4 blanques alfil · e4 blanques peó · a3 blanques alfil · b3 blanques dama · c3 blanques peó · a2 blanques peó · f2 blanques peó · g2 blanques peó · h2 blanques peó · a1 blanques torre · b1 blanques cavall · f1 blanques torre · g1 blanques rei | a8 negres torre · c8 negres alfil · e8 negres rei · g8 negres cavall · h8 negres torre · a7 negres peó · b7 negres peó · c7 negres peó · d7 negres dama · f7 negres peó · g7 negres peó · h7 negres peó · b6 negres alfil · a5 negres cavall · e5 blanques cavall · c4 blanques alfil · e4 blanques peó · a3 blanques alfil · b3 blanques dama · c3 blanques peó · a2 blanques peó · f2 blanques peó · g2 blanques peó · h2 blanques peó · a1 blanques torre · b1 blanques cavall · f1 blanques torre · g1 blanques rei | a8 negres torre · c8 negres alfil · e8 negres rei · g8 negres cavall · h8 negres torre · a7 negres peó · b7 negres peó · c7 negres peó · d7 negres dama · f7 negres peó · g7 negres peó · h7 negres peó · b6 negres alfil · a5 negres cavall · e5 blanques cavall · c4 blanques alfil · e4 blanques peó · a3 blanques alfil · b3 blanques dama · c3 blanques peó · a2 blanques peó · f2 blanques peó · g2 blanques peó · h2 blanques peó · a1 blanques torre · b1 blanques cavall · f1 blanques torre · g1 blanques rei | a8 negres torre · c8 negres alfil · e8 negres rei · g8 negres cavall · h8 negres torre · a7 negres peó · b7 negres peó · c7 negres peó · d7 negres dama · f7 negres peó · g7 negres peó · h7 negres peó · b6 negres alfil · a5 negres cavall · e5 blanques cavall · c4 blanques alfil · e4 blanques peó · a3 blanques alfil · b3 blanques dama · c3 blanques peó · a2 blanques peó · f2 blanques peó · g2 blanques peó · h2 blanques peó · a1 blanques torre · b1 blanques cavall · f1 blanques torre · g1 blanques rei | a8 negres torre · c8 negres alfil · e8 negres rei · g8 negres cavall · h8 negres torre · a7 negres peó · b7 negres peó · c7 negres peó · d7 negres dama · f7 negres peó · g7 negres peó · h7 negres peó · b6 negres alfil · a5 negres cavall · e5 blanques cavall · c4 blanques alfil · e4 blanques peó · a3 blanques alfil · b3 blanques dama · c3 blanques peó · a2 blanques peó · f2 blanques peó · g2 blanques peó · h2 blanques peó · a1 blanques torre · b1 blanques cavall · f1 blanques torre · g1 blanques rei | a8 negres torre · c8 negres alfil · e8 negres rei · g8 negres cavall · h8 negres torre · a7 negres peó · b7 negres peó · c7 negres peó · d7 negres dama · f7 negres peó · g7 negres peó · h7 negres peó · b6 negres alfil · a5 negres cavall · e5 blanques cavall · c4 blanques alfil · e4 blanques peó · a3 blanques alfil · b3 blanques dama · c3 blanques peó · a2 blanques peó · f2 blanques peó · g2 blanques peó · h2 blanques peó · a1 blanques torre · b1 blanques cavall · f1 blanques torre · g1 blanques rei | a8 negres torre · c8 negres alfil · e8 negres rei · g8 negres cavall · h8 negres torre · a7 negres peó · b7 negres peó · c7 negres peó · d7 negres dama · f7 negres peó · g7 negres peó · h7 negres peó · b6 negres alfil · a5 negres cavall · e5 blanques cavall · c4 blanques alfil · e4 blanques peó · a3 blanques alfil · b3 blanques dama · c3 blanques peó · a2 blanques peó · f2 blanques peó · g2 blanques peó · h2 blanques peó · a1 blanques torre · b1 blanques cavall · f1 blanques torre · g1 blanques rei | 6 |
| 5 | a8 negres torre · c8 negres alfil · e8 negres rei · g8 negres cavall · h8 negres torre · a7 negres peó · b7 negres peó · c7 negres peó · d7 negres dama · f7 negres peó · g7 negres peó · h7 negres peó · b6 negres alfil · a5 negres cavall · e5 blanques cavall · c4 blanques alfil · e4 blanques peó · a3 blanques alfil · b3 blanques dama · c3 blanques peó · a2 blanques peó · f2 blanques peó · g2 blanques peó · h2 blanques peó · a1 blanques torre · b1 blanques cavall · f1 blanques torre · g1 blanques rei | a8 negres torre · c8 negres alfil · e8 negres rei · g8 negres cavall · h8 negres torre · a7 negres peó · b7 negres peó · c7 negres peó · d7 negres dama · f7 negres peó · g7 negres peó · h7 negres peó · b6 negres alfil · a5 negres cavall · e5 blanques cavall · c4 blanques alfil · e4 blanques peó · a3 blanques alfil · b3 blanques dama · c3 blanques peó · a2 blanques peó · f2 blanques peó · g2 blanques peó · h2 blanques peó · a1 blanques torre · b1 blanques cavall · f1 blanques torre · g1 blanques rei | a8 negres torre · c8 negres alfil · e8 negres rei · g8 negres cavall · h8 negres torre · a7 negres peó · b7 negres peó · c7 negres peó · d7 negres dama · f7 negres peó · g7 negres peó · h7 negres peó · b6 negres alfil · a5 negres cavall · e5 blanques cavall · c4 blanques alfil · e4 blanques peó · a3 blanques alfil · b3 blanques dama · c3 blanques peó · a2 blanques peó · f2 blanques peó · g2 blanques peó · h2 blanques peó · a1 blanques torre · b1 blanques cavall · f1 blanques torre · g1 blanques rei | a8 negres torre · c8 negres alfil · e8 negres rei · g8 negres cavall · h8 negres torre · a7 negres peó · b7 negres peó · c7 negres peó · d7 negres dama · f7 negres peó · g7 negres peó · h7 negres peó · b6 negres alfil · a5 negres cavall · e5 blanques cavall · c4 blanques alfil · e4 blanques peó · a3 blanques alfil · b3 blanques dama · c3 blanques peó · a2 blanques peó · f2 blanques peó · g2 blanques peó · h2 blanques peó · a1 blanques torre · b1 blanques cavall · f1 blanques torre · g1 blanques rei | a8 negres torre · c8 negres alfil · e8 negres rei · g8 negres cavall · h8 negres torre · a7 negres peó · b7 negres peó · c7 negres peó · d7 negres dama · f7 negres peó · g7 negres peó · h7 negres peó · b6 negres alfil · a5 negres cavall · e5 blanques cavall · c4 blanques alfil · e4 blanques peó · a3 blanques alfil · b3 blanques dama · c3 blanques peó · a2 blanques peó · f2 blanques peó · g2 blanques peó · h2 blanques peó · a1 blanques torre · b1 blanques cavall · f1 blanques torre · g1 blanques rei | a8 negres torre · c8 negres alfil · e8 negres rei · g8 negres cavall · h8 negres torre · a7 negres peó · b7 negres peó · c7 negres peó · d7 negres dama · f7 negres peó · g7 negres peó · h7 negres peó · b6 negres alfil · a5 negres cavall · e5 blanques cavall · c4 blanques alfil · e4 blanques peó · a3 blanques alfil · b3 blanques dama · c3 blanques peó · a2 blanques peó · f2 blanques peó · g2 blanques peó · h2 blanques peó · a1 blanques torre · b1 blanques cavall · f1 blanques torre · g1 blanques rei | a8 negres torre · c8 negres alfil · e8 negres rei · g8 negres cavall · h8 negres torre · a7 negres peó · b7 negres peó · c7 negres peó · d7 negres dama · f7 negres peó · g7 negres peó · h7 negres peó · b6 negres alfil · a5 negres cavall · e5 blanques cavall · c4 blanques alfil · e4 blanques peó · a3 blanques alfil · b3 blanques dama · c3 blanques peó · a2 blanques peó · f2 blanques peó · g2 blanques peó · h2 blanques peó · a1 blanques torre · b1 blanques cavall · f1 blanques torre · g1 blanques rei | a8 negres torre · c8 negres alfil · e8 negres rei · g8 negres cavall · h8 negres torre · a7 negres peó · b7 negres peó · c7 negres peó · d7 negres dama · f7 negres peó · g7 negres peó · h7 negres peó · b6 negres alfil · a5 negres cavall · e5 blanques cavall · c4 blanques alfil · e4 blanques peó · a3 blanques alfil · b3 blanques dama · c3 blanques peó · a2 blanques peó · f2 blanques peó · g2 blanques peó · h2 blanques peó · a1 blanques torre · b1 blanques cavall · f1 blanques torre · g1 blanques rei | 5 |
| 4 | a8 negres torre · c8 negres alfil · e8 negres rei · g8 negres cavall · h8 negres torre · a7 negres peó · b7 negres peó · c7 negres peó · d7 negres dama · f7 negres peó · g7 negres peó · h7 negres peó · b6 negres alfil · a5 negres cavall · e5 blanques cavall · c4 blanques alfil · e4 blanques peó · a3 blanques alfil · b3 blanques dama · c3 blanques peó · a2 blanques peó · f2 blanques peó · g2 blanques peó · h2 blanques peó · a1 blanques torre · b1 blanques cavall · f1 blanques torre · g1 blanques rei | a8 negres torre · c8 negres alfil · e8 negres rei · g8 negres cavall · h8 negres torre · a7 negres peó · b7 negres peó · c7 negres peó · d7 negres dama · f7 negres peó · g7 negres peó · h7 negres peó · b6 negres alfil · a5 negres cavall · e5 blanques cavall · c4 blanques alfil · e4 blanques peó · a3 blanques alfil · b3 blanques dama · c3 blanques peó · a2 blanques peó · f2 blanques peó · g2 blanques peó · h2 blanques peó · a1 blanques torre · b1 blanques cavall · f1 blanques torre · g1 blanques rei | a8 negres torre · c8 negres alfil · e8 negres rei · g8 negres cavall · h8 negres torre · a7 negres peó · b7 negres peó · c7 negres peó · d7 negres dama · f7 negres peó · g7 negres peó · h7 negres peó · b6 negres alfil · a5 negres cavall · e5 blanques cavall · c4 blanques alfil · e4 blanques peó · a3 blanques alfil · b3 blanques dama · c3 blanques peó · a2 blanques peó · f2 blanques peó · g2 blanques peó · h2 blanques peó · a1 blanques torre · b1 blanques cavall · f1 blanques torre · g1 blanques rei | a8 negres torre · c8 negres alfil · e8 negres rei · g8 negres cavall · h8 negres torre · a7 negres peó · b7 negres peó · c7 negres peó · d7 negres dama · f7 negres peó · g7 negres peó · h7 negres peó · b6 negres alfil · a5 negres cavall · e5 blanques cavall · c4 blanques alfil · e4 blanques peó · a3 blanques alfil · b3 blanques dama · c3 blanques peó · a2 blanques peó · f2 blanques peó · g2 blanques peó · h2 blanques peó · a1 blanques torre · b1 blanques cavall · f1 blanques torre · g1 blanques rei | a8 negres torre · c8 negres alfil · e8 negres rei · g8 negres cavall · h8 negres torre · a7 negres peó · b7 negres peó · c7 negres peó · d7 negres dama · f7 negres peó · g7 negres peó · h7 negres peó · b6 negres alfil · a5 negres cavall · e5 blanques cavall · c4 blanques alfil · e4 blanques peó · a3 blanques alfil · b3 blanques dama · c3 blanques peó · a2 blanques peó · f2 blanques peó · g2 blanques peó · h2 blanques peó · a1 blanques torre · b1 blanques cavall · f1 blanques torre · g1 blanques rei | a8 negres torre · c8 negres alfil · e8 negres rei · g8 negres cavall · h8 negres torre · a7 negres peó · b7 negres peó · c7 negres peó · d7 negres dama · f7 negres peó · g7 negres peó · h7 negres peó · b6 negres alfil · a5 negres cavall · e5 blanques cavall · c4 blanques alfil · e4 blanques peó · a3 blanques alfil · b3 blanques dama · c3 blanques peó · a2 blanques peó · f2 blanques peó · g2 blanques peó · h2 blanques peó · a1 blanques torre · b1 blanques cavall · f1 blanques torre · g1 blanques rei | a8 negres torre · c8 negres alfil · e8 negres rei · g8 negres cavall · h8 negres torre · a7 negres peó · b7 negres peó · c7 negres peó · d7 negres dama · f7 negres peó · g7 negres peó · h7 negres peó · b6 negres alfil · a5 negres cavall · e5 blanques cavall · c4 blanques alfil · e4 blanques peó · a3 blanques alfil · b3 blanques dama · c3 blanques peó · a2 blanques peó · f2 blanques peó · g2 blanques peó · h2 blanques peó · a1 blanques torre · b1 blanques cavall · f1 blanques torre · g1 blanques rei | a8 negres torre · c8 negres alfil · e8 negres rei · g8 negres cavall · h8 negres torre · a7 negres peó · b7 negres peó · c7 negres peó · d7 negres dama · f7 negres peó · g7 negres peó · h7 negres peó · b6 negres alfil · a5 negres cavall · e5 blanques cavall · c4 blanques alfil · e4 blanques peó · a3 blanques alfil · b3 blanques dama · c3 blanques peó · a2 blanques peó · f2 blanques peó · g2 blanques peó · h2 blanques peó · a1 blanques torre · b1 blanques cavall · f1 blanques torre · g1 blanques rei | 4 |
| 3 | a8 negres torre · c8 negres alfil · e8 negres rei · g8 negres cavall · h8 negres torre · a7 negres peó · b7 negres peó · c7 negres peó · d7 negres dama · f7 negres peó · g7 negres peó · h7 negres peó · b6 negres alfil · a5 negres cavall · e5 blanques cavall · c4 blanques alfil · e4 blanques peó · a3 blanques alfil · b3 blanques dama · c3 blanques peó · a2 blanques peó · f2 blanques peó · g2 blanques peó · h2 blanques peó · a1 blanques torre · b1 blanques cavall · f1 blanques torre · g1 blanques rei | a8 negres torre · c8 negres alfil · e8 negres rei · g8 negres cavall · h8 negres torre · a7 negres peó · b7 negres peó · c7 negres peó · d7 negres dama · f7 negres peó · g7 negres peó · h7 negres peó · b6 negres alfil · a5 negres cavall · e5 blanques cavall · c4 blanques alfil · e4 blanques peó · a3 blanques alfil · b3 blanques dama · c3 blanques peó · a2 blanques peó · f2 blanques peó · g2 blanques peó · h2 blanques peó · a1 blanques torre · b1 blanques cavall · f1 blanques torre · g1 blanques rei | a8 negres torre · c8 negres alfil · e8 negres rei · g8 negres cavall · h8 negres torre · a7 negres peó · b7 negres peó · c7 negres peó · d7 negres dama · f7 negres peó · g7 negres peó · h7 negres peó · b6 negres alfil · a5 negres cavall · e5 blanques cavall · c4 blanques alfil · e4 blanques peó · a3 blanques alfil · b3 blanques dama · c3 blanques peó · a2 blanques peó · f2 blanques peó · g2 blanques peó · h2 blanques peó · a1 blanques torre · b1 blanques cavall · f1 blanques torre · g1 blanques rei | a8 negres torre · c8 negres alfil · e8 negres rei · g8 negres cavall · h8 negres torre · a7 negres peó · b7 negres peó · c7 negres peó · d7 negres dama · f7 negres peó · g7 negres peó · h7 negres peó · b6 negres alfil · a5 negres cavall · e5 blanques cavall · c4 blanques alfil · e4 blanques peó · a3 blanques alfil · b3 blanques dama · c3 blanques peó · a2 blanques peó · f2 blanques peó · g2 blanques peó · h2 blanques peó · a1 blanques torre · b1 blanques cavall · f1 blanques torre · g1 blanques rei | a8 negres torre · c8 negres alfil · e8 negres rei · g8 negres cavall · h8 negres torre · a7 negres peó · b7 negres peó · c7 negres peó · d7 negres dama · f7 negres peó · g7 negres peó · h7 negres peó · b6 negres alfil · a5 negres cavall · e5 blanques cavall · c4 blanques alfil · e4 blanques peó · a3 blanques alfil · b3 blanques dama · c3 blanques peó · a2 blanques peó · f2 blanques peó · g2 blanques peó · h2 blanques peó · a1 blanques torre · b1 blanques cavall · f1 blanques torre · g1 blanques rei | a8 negres torre · c8 negres alfil · e8 negres rei · g8 negres cavall · h8 negres torre · a7 negres peó · b7 negres peó · c7 negres peó · d7 negres dama · f7 negres peó · g7 negres peó · h7 negres peó · b6 negres alfil · a5 negres cavall · e5 blanques cavall · c4 blanques alfil · e4 blanques peó · a3 blanques alfil · b3 blanques dama · c3 blanques peó · a2 blanques peó · f2 blanques peó · g2 blanques peó · h2 blanques peó · a1 blanques torre · b1 blanques cavall · f1 blanques torre · g1 blanques rei | a8 negres torre · c8 negres alfil · e8 negres rei · g8 negres cavall · h8 negres torre · a7 negres peó · b7 negres peó · c7 negres peó · d7 negres dama · f7 negres peó · g7 negres peó · h7 negres peó · b6 negres alfil · a5 negres cavall · e5 blanques cavall · c4 blanques alfil · e4 blanques peó · a3 blanques alfil · b3 blanques dama · c3 blanques peó · a2 blanques peó · f2 blanques peó · g2 blanques peó · h2 blanques peó · a1 blanques torre · b1 blanques cavall · f1 blanques torre · g1 blanques rei | a8 negres torre · c8 negres alfil · e8 negres rei · g8 negres cavall · h8 negres torre · a7 negres peó · b7 negres peó · c7 negres peó · d7 negres dama · f7 negres peó · g7 negres peó · h7 negres peó · b6 negres alfil · a5 negres cavall · e5 blanques cavall · c4 blanques alfil · e4 blanques peó · a3 blanques alfil · b3 blanques dama · c3 blanques peó · a2 blanques peó · f2 blanques peó · g2 blanques peó · h2 blanques peó · a1 blanques torre · b1 blanques cavall · f1 blanques torre · g1 blanques rei | 3 |
| 2 | a8 negres torre · c8 negres alfil · e8 negres rei · g8 negres cavall · h8 negres torre · a7 negres peó · b7 negres peó · c7 negres peó · d7 negres dama · f7 negres peó · g7 negres peó · h7 negres peó · b6 negres alfil · a5 negres cavall · e5 blanques cavall · c4 blanques alfil · e4 blanques peó · a3 blanques alfil · b3 blanques dama · c3 blanques peó · a2 blanques peó · f2 blanques peó · g2 blanques peó · h2 blanques peó · a1 blanques torre · b1 blanques cavall · f1 blanques torre · g1 blanques rei | a8 negres torre · c8 negres alfil · e8 negres rei · g8 negres cavall · h8 negres torre · a7 negres peó · b7 negres peó · c7 negres peó · d7 negres dama · f7 negres peó · g7 negres peó · h7 negres peó · b6 negres alfil · a5 negres cavall · e5 blanques cavall · c4 blanques alfil · e4 blanques peó · a3 blanques alfil · b3 blanques dama · c3 blanques peó · a2 blanques peó · f2 blanques peó · g2 blanques peó · h2 blanques peó · a1 blanques torre · b1 blanques cavall · f1 blanques torre · g1 blanques rei | a8 negres torre · c8 negres alfil · e8 negres rei · g8 negres cavall · h8 negres torre · a7 negres peó · b7 negres peó · c7 negres peó · d7 negres dama · f7 negres peó · g7 negres peó · h7 negres peó · b6 negres alfil · a5 negres cavall · e5 blanques cavall · c4 blanques alfil · e4 blanques peó · a3 blanques alfil · b3 blanques dama · c3 blanques peó · a2 blanques peó · f2 blanques peó · g2 blanques peó · h2 blanques peó · a1 blanques torre · b1 blanques cavall · f1 blanques torre · g1 blanques rei | a8 negres torre · c8 negres alfil · e8 negres rei · g8 negres cavall · h8 negres torre · a7 negres peó · b7 negres peó · c7 negres peó · d7 negres dama · f7 negres peó · g7 negres peó · h7 negres peó · b6 negres alfil · a5 negres cavall · e5 blanques cavall · c4 blanques alfil · e4 blanques peó · a3 blanques alfil · b3 blanques dama · c3 blanques peó · a2 blanques peó · f2 blanques peó · g2 blanques peó · h2 blanques peó · a1 blanques torre · b1 blanques cavall · f1 blanques torre · g1 blanques rei | a8 negres torre · c8 negres alfil · e8 negres rei · g8 negres cavall · h8 negres torre · a7 negres peó · b7 negres peó · c7 negres peó · d7 negres dama · f7 negres peó · g7 negres peó · h7 negres peó · b6 negres alfil · a5 negres cavall · e5 blanques cavall · c4 blanques alfil · e4 blanques peó · a3 blanques alfil · b3 blanques dama · c3 blanques peó · a2 blanques peó · f2 blanques peó · g2 blanques peó · h2 blanques peó · a1 blanques torre · b1 blanques cavall · f1 blanques torre · g1 blanques rei | a8 negres torre · c8 negres alfil · e8 negres rei · g8 negres cavall · h8 negres torre · a7 negres peó · b7 negres peó · c7 negres peó · d7 negres dama · f7 negres peó · g7 negres peó · h7 negres peó · b6 negres alfil · a5 negres cavall · e5 blanques cavall · c4 blanques alfil · e4 blanques peó · a3 blanques alfil · b3 blanques dama · c3 blanques peó · a2 blanques peó · f2 blanques peó · g2 blanques peó · h2 blanques peó · a1 blanques torre · b1 blanques cavall · f1 blanques torre · g1 blanques rei | a8 negres torre · c8 negres alfil · e8 negres rei · g8 negres cavall · h8 negres torre · a7 negres peó · b7 negres peó · c7 negres peó · d7 negres dama · f7 negres peó · g7 negres peó · h7 negres peó · b6 negres alfil · a5 negres cavall · e5 blanques cavall · c4 blanques alfil · e4 blanques peó · a3 blanques alfil · b3 blanques dama · c3 blanques peó · a2 blanques peó · f2 blanques peó · g2 blanques peó · h2 blanques peó · a1 blanques torre · b1 blanques cavall · f1 blanques torre · g1 blanques rei | a8 negres torre · c8 negres alfil · e8 negres rei · g8 negres cavall · h8 negres torre · a7 negres peó · b7 negres peó · c7 negres peó · d7 negres dama · f7 negres peó · g7 negres peó · h7 negres peó · b6 negres alfil · a5 negres cavall · e5 blanques cavall · c4 blanques alfil · e4 blanques peó · a3 blanques alfil · b3 blanques dama · c3 blanques peó · a2 blanques peó · f2 blanques peó · g2 blanques peó · h2 blanques peó · a1 blanques torre · b1 blanques cavall · f1 blanques torre · g1 blanques rei | 2 |
| 1 | a8 negres torre · c8 negres alfil · e8 negres rei · g8 negres cavall · h8 negres torre · a7 negres peó · b7 negres peó · c7 negres peó · d7 negres dama · f7 negres peó · g7 negres peó · h7 negres peó · b6 negres alfil · a5 negres cavall · e5 blanques cavall · c4 blanques alfil · e4 blanques peó · a3 blanques alfil · b3 blanques dama · c3 blanques peó · a2 blanques peó · f2 blanques peó · g2 blanques peó · h2 blanques peó · a1 blanques torre · b1 blanques cavall · f1 blanques torre · g1 blanques rei | a8 negres torre · c8 negres alfil · e8 negres rei · g8 negres cavall · h8 negres torre · a7 negres peó · b7 negres peó · c7 negres peó · d7 negres dama · f7 negres peó · g7 negres peó · h7 negres peó · b6 negres alfil · a5 negres cavall · e5 blanques cavall · c4 blanques alfil · e4 blanques peó · a3 blanques alfil · b3 blanques dama · c3 blanques peó · a2 blanques peó · f2 blanques peó · g2 blanques peó · h2 blanques peó · a1 blanques torre · b1 blanques cavall · f1 blanques torre · g1 blanques rei | a8 negres torre · c8 negres alfil · e8 negres rei · g8 negres cavall · h8 negres torre · a7 negres peó · b7 negres peó · c7 negres peó · d7 negres dama · f7 negres peó · g7 negres peó · h7 negres peó · b6 negres alfil · a5 negres cavall · e5 blanques cavall · c4 blanques alfil · e4 blanques peó · a3 blanques alfil · b3 blanques dama · c3 blanques peó · a2 blanques peó · f2 blanques peó · g2 blanques peó · h2 blanques peó · a1 blanques torre · b1 blanques cavall · f1 blanques torre · g1 blanques rei | a8 negres torre · c8 negres alfil · e8 negres rei · g8 negres cavall · h8 negres torre · a7 negres peó · b7 negres peó · c7 negres peó · d7 negres dama · f7 negres peó · g7 negres peó · h7 negres peó · b6 negres alfil · a5 negres cavall · e5 blanques cavall · c4 blanques alfil · e4 blanques peó · a3 blanques alfil · b3 blanques dama · c3 blanques peó · a2 blanques peó · f2 blanques peó · g2 blanques peó · h2 blanques peó · a1 blanques torre · b1 blanques cavall · f1 blanques torre · g1 blanques rei | a8 negres torre · c8 negres alfil · e8 negres rei · g8 negres cavall · h8 negres torre · a7 negres peó · b7 negres peó · c7 negres peó · d7 negres dama · f7 negres peó · g7 negres peó · h7 negres peó · b6 negres alfil · a5 negres cavall · e5 blanques cavall · c4 blanques alfil · e4 blanques peó · a3 blanques alfil · b3 blanques dama · c3 blanques peó · a2 blanques peó · f2 blanques peó · g2 blanques peó · h2 blanques peó · a1 blanques torre · b1 blanques cavall · f1 blanques torre · g1 blanques rei | a8 negres torre · c8 negres alfil · e8 negres rei · g8 negres cavall · h8 negres torre · a7 negres peó · b7 negres peó · c7 negres peó · d7 negres dama · f7 negres peó · g7 negres peó · h7 negres peó · b6 negres alfil · a5 negres cavall · e5 blanques cavall · c4 blanques alfil · e4 blanques peó · a3 blanques alfil · b3 blanques dama · c3 blanques peó · a2 blanques peó · f2 blanques peó · g2 blanques peó · h2 blanques peó · a1 blanques torre · b1 blanques cavall · f1 blanques torre · g1 blanques rei | a8 negres torre · c8 negres alfil · e8 negres rei · g8 negres cavall · h8 negres torre · a7 negres peó · b7 negres peó · c7 negres peó · d7 negres dama · f7 negres peó · g7 negres peó · h7 negres peó · b6 negres alfil · a5 negres cavall · e5 blanques cavall · c4 blanques alfil · e4 blanques peó · a3 blanques alfil · b3 blanques dama · c3 blanques peó · a2 blanques peó · f2 blanques peó · g2 blanques peó · h2 blanques peó · a1 blanques torre · b1 blanques cavall · f1 blanques torre · g1 blanques rei | a8 negres torre · c8 negres alfil · e8 negres rei · g8 negres cavall · h8 negres torre · a7 negres peó · b7 negres peó · c7 negres peó · d7 negres dama · f7 negres peó · g7 negres peó · h7 negres peó · b6 negres alfil · a5 negres cavall · e5 blanques cavall · c4 blanques alfil · e4 blanques peó · a3 blanques alfil · b3 blanques dama · c3 blanques peó · a2 blanques peó · f2 blanques peó · g2 blanques peó · h2 blanques peó · a1 blanques torre · b1 blanques cavall · f1 blanques torre · g1 blanques rei | 1 |
|   | a | b | c | d | e | f | g | h |   |

A l'esquerra es mostra la posició de la variant Löwenfisch de la variant del drac.
1.e4 c5 2.Cf3 d6 3.d4 cxd4 4.Cxd4 Cf6 5.Cc3 g6 6.f4
A la dreta, la posició de la variant Löwenfisch del gambit Evans.
1.e4 e5 2.Cf3 Cc6 3.Ac4 Ac5 4.b4 Axb4 5.c3 Aa5 6.d4 d6 7.Db3 Dd7 8.dxe5 dxe5 9.O-O Ab6 10.Aa3 Ca5 11.Nxe5
Cal destacar la seva aportació a l'obertura amb codi ECO B71, anomenada Variant Löwenfisch de la variant del drac de la defensa siciliana (vegeu el diagrama de dalt a l'esquerra), així com a l'obertura amb codi ECO C52, anomenada variant Löwenfisch del gambit Evans (vegeu el diagrama de dalt a la dreta).
Així mateix, també és destacable la seva aportació a l'obertura amb codi ECO D97, anomenada variant Löwenfisch de la variant russa de la defensa Grünfeld (vegeu el diagrama baix a l'esquerra), així com la seva aportació a l'obertura amb codi ECO D40, anomenada variant Löwenfisch del gambit de dama declinat, defensa Semi-Tarrasch (vegeu el diagrama baix a la dreta).
|   | a | b | c | d | e | f | g | h |   |
| 8 | a8 negres torre · b8 negres canceller · c8 negres alfil · d8 negres dama · f8 negres torre · g8 negres rei · a7 negres peó · c7 negres peó · e7 negres peó · f7 negres peó · g7 negres alfil · h7 negres peó · b6 negres peó · d6 negres peó · f6 negres canceller · g6 negres peó · c4 blanques dama · d4 blanques peó · e4 blanques peó · c3 blanques canceller · f3 blanques canceller · a2 blanques peó · b2 blanques peó · f2 blanques peó · g2 blanques peó · h2 blanques peó · a1 blanques torre · c1 blanques alfil · e1 blanques rei · f1 blanques alfil · h1 blanques torre | a8 negres torre · b8 negres canceller · c8 negres alfil · d8 negres dama · f8 negres torre · g8 negres rei · a7 negres peó · c7 negres peó · e7 negres peó · f7 negres peó · g7 negres alfil · h7 negres peó · b6 negres peó · d6 negres peó · f6 negres canceller · g6 negres peó · c4 blanques dama · d4 blanques peó · e4 blanques peó · c3 blanques canceller · f3 blanques canceller · a2 blanques peó · b2 blanques peó · f2 blanques peó · g2 blanques peó · h2 blanques peó · a1 blanques torre · c1 blanques alfil · e1 blanques rei · f1 blanques alfil · h1 blanques torre | a8 negres torre · b8 negres canceller · c8 negres alfil · d8 negres dama · f8 negres torre · g8 negres rei · a7 negres peó · c7 negres peó · e7 negres peó · f7 negres peó · g7 negres alfil · h7 negres peó · b6 negres peó · d6 negres peó · f6 negres canceller · g6 negres peó · c4 blanques dama · d4 blanques peó · e4 blanques peó · c3 blanques canceller · f3 blanques canceller · a2 blanques peó · b2 blanques peó · f2 blanques peó · g2 blanques peó · h2 blanques peó · a1 blanques torre · c1 blanques alfil · e1 blanques rei · f1 blanques alfil · h1 blanques torre | a8 negres torre · b8 negres canceller · c8 negres alfil · d8 negres dama · f8 negres torre · g8 negres rei · a7 negres peó · c7 negres peó · e7 negres peó · f7 negres peó · g7 negres alfil · h7 negres peó · b6 negres peó · d6 negres peó · f6 negres canceller · g6 negres peó · c4 blanques dama · d4 blanques peó · e4 blanques peó · c3 blanques canceller · f3 blanques canceller · a2 blanques peó · b2 blanques peó · f2 blanques peó · g2 blanques peó · h2 blanques peó · a1 blanques torre · c1 blanques alfil · e1 blanques rei · f1 blanques alfil · h1 blanques torre | a8 negres torre · b8 negres canceller · c8 negres alfil · d8 negres dama · f8 negres torre · g8 negres rei · a7 negres peó · c7 negres peó · e7 negres peó · f7 negres peó · g7 negres alfil · h7 negres peó · b6 negres peó · d6 negres peó · f6 negres canceller · g6 negres peó · c4 blanques dama · d4 blanques peó · e4 blanques peó · c3 blanques canceller · f3 blanques canceller · a2 blanques peó · b2 blanques peó · f2 blanques peó · g2 blanques peó · h2 blanques peó · a1 blanques torre · c1 blanques alfil · e1 blanques rei · f1 blanques alfil · h1 blanques torre | a8 negres torre · b8 negres canceller · c8 negres alfil · d8 negres dama · f8 negres torre · g8 negres rei · a7 negres peó · c7 negres peó · e7 negres peó · f7 negres peó · g7 negres alfil · h7 negres peó · b6 negres peó · d6 negres peó · f6 negres canceller · g6 negres peó · c4 blanques dama · d4 blanques peó · e4 blanques peó · c3 blanques canceller · f3 blanques canceller · a2 blanques peó · b2 blanques peó · f2 blanques peó · g2 blanques peó · h2 blanques peó · a1 blanques torre · c1 blanques alfil · e1 blanques rei · f1 blanques alfil · h1 blanques torre | a8 negres torre · b8 negres canceller · c8 negres alfil · d8 negres dama · f8 negres torre · g8 negres rei · a7 negres peó · c7 negres peó · e7 negres peó · f7 negres peó · g7 negres alfil · h7 negres peó · b6 negres peó · d6 negres peó · f6 negres canceller · g6 negres peó · c4 blanques dama · d4 blanques peó · e4 blanques peó · c3 blanques canceller · f3 blanques canceller · a2 blanques peó · b2 blanques peó · f2 blanques peó · g2 blanques peó · h2 blanques peó · a1 blanques torre · c1 blanques alfil · e1 blanques rei · f1 blanques alfil · h1 blanques torre | a8 negres torre · b8 negres canceller · c8 negres alfil · d8 negres dama · f8 negres torre · g8 negres rei · a7 negres peó · c7 negres peó · e7 negres peó · f7 negres peó · g7 negres alfil · h7 negres peó · b6 negres peó · d6 negres peó · f6 negres canceller · g6 negres peó · c4 blanques dama · d4 blanques peó · e4 blanques peó · c3 blanques canceller · f3 blanques canceller · a2 blanques peó · b2 blanques peó · f2 blanques peó · g2 blanques peó · h2 blanques peó · a1 blanques torre · c1 blanques alfil · e1 blanques rei · f1 blanques alfil · h1 blanques torre | 8 |
| 7 | a8 negres torre · b8 negres canceller · c8 negres alfil · d8 negres dama · f8 negres torre · g8 negres rei · a7 negres peó · c7 negres peó · e7 negres peó · f7 negres peó · g7 negres alfil · h7 negres peó · b6 negres peó · d6 negres peó · f6 negres canceller · g6 negres peó · c4 blanques dama · d4 blanques peó · e4 blanques peó · c3 blanques canceller · f3 blanques canceller · a2 blanques peó · b2 blanques peó · f2 blanques peó · g2 blanques peó · h2 blanques peó · a1 blanques torre · c1 blanques alfil · e1 blanques rei · f1 blanques alfil · h1 blanques torre | a8 negres torre · b8 negres canceller · c8 negres alfil · d8 negres dama · f8 negres torre · g8 negres rei · a7 negres peó · c7 negres peó · e7 negres peó · f7 negres peó · g7 negres alfil · h7 negres peó · b6 negres peó · d6 negres peó · f6 negres canceller · g6 negres peó · c4 blanques dama · d4 blanques peó · e4 blanques peó · c3 blanques canceller · f3 blanques canceller · a2 blanques peó · b2 blanques peó · f2 blanques peó · g2 blanques peó · h2 blanques peó · a1 blanques torre · c1 blanques alfil · e1 blanques rei · f1 blanques alfil · h1 blanques torre | a8 negres torre · b8 negres canceller · c8 negres alfil · d8 negres dama · f8 negres torre · g8 negres rei · a7 negres peó · c7 negres peó · e7 negres peó · f7 negres peó · g7 negres alfil · h7 negres peó · b6 negres peó · d6 negres peó · f6 negres canceller · g6 negres peó · c4 blanques dama · d4 blanques peó · e4 blanques peó · c3 blanques canceller · f3 blanques canceller · a2 blanques peó · b2 blanques peó · f2 blanques peó · g2 blanques peó · h2 blanques peó · a1 blanques torre · c1 blanques alfil · e1 blanques rei · f1 blanques alfil · h1 blanques torre | a8 negres torre · b8 negres canceller · c8 negres alfil · d8 negres dama · f8 negres torre · g8 negres rei · a7 negres peó · c7 negres peó · e7 negres peó · f7 negres peó · g7 negres alfil · h7 negres peó · b6 negres peó · d6 negres peó · f6 negres canceller · g6 negres peó · c4 blanques dama · d4 blanques peó · e4 blanques peó · c3 blanques canceller · f3 blanques canceller · a2 blanques peó · b2 blanques peó · f2 blanques peó · g2 blanques peó · h2 blanques peó · a1 blanques torre · c1 blanques alfil · e1 blanques rei · f1 blanques alfil · h1 blanques torre | a8 negres torre · b8 negres canceller · c8 negres alfil · d8 negres dama · f8 negres torre · g8 negres rei · a7 negres peó · c7 negres peó · e7 negres peó · f7 negres peó · g7 negres alfil · h7 negres peó · b6 negres peó · d6 negres peó · f6 negres canceller · g6 negres peó · c4 blanques dama · d4 blanques peó · e4 blanques peó · c3 blanques canceller · f3 blanques canceller · a2 blanques peó · b2 blanques peó · f2 blanques peó · g2 blanques peó · h2 blanques peó · a1 blanques torre · c1 blanques alfil · e1 blanques rei · f1 blanques alfil · h1 blanques torre | a8 negres torre · b8 negres canceller · c8 negres alfil · d8 negres dama · f8 negres torre · g8 negres rei · a7 negres peó · c7 negres peó · e7 negres peó · f7 negres peó · g7 negres alfil · h7 negres peó · b6 negres peó · d6 negres peó · f6 negres canceller · g6 negres peó · c4 blanques dama · d4 blanques peó · e4 blanques peó · c3 blanques canceller · f3 blanques canceller · a2 blanques peó · b2 blanques peó · f2 blanques peó · g2 blanques peó · h2 blanques peó · a1 blanques torre · c1 blanques alfil · e1 blanques rei · f1 blanques alfil · h1 blanques torre | a8 negres torre · b8 negres canceller · c8 negres alfil · d8 negres dama · f8 negres torre · g8 negres rei · a7 negres peó · c7 negres peó · e7 negres peó · f7 negres peó · g7 negres alfil · h7 negres peó · b6 negres peó · d6 negres peó · f6 negres canceller · g6 negres peó · c4 blanques dama · d4 blanques peó · e4 blanques peó · c3 blanques canceller · f3 blanques canceller · a2 blanques peó · b2 blanques peó · f2 blanques peó · g2 blanques peó · h2 blanques peó · a1 blanques torre · c1 blanques alfil · e1 blanques rei · f1 blanques alfil · h1 blanques torre | a8 negres torre · b8 negres canceller · c8 negres alfil · d8 negres dama · f8 negres torre · g8 negres rei · a7 negres peó · c7 negres peó · e7 negres peó · f7 negres peó · g7 negres alfil · h7 negres peó · b6 negres peó · d6 negres peó · f6 negres canceller · g6 negres peó · c4 blanques dama · d4 blanques peó · e4 blanques peó · c3 blanques canceller · f3 blanques canceller · a2 blanques peó · b2 blanques peó · f2 blanques peó · g2 blanques peó · h2 blanques peó · a1 blanques torre · c1 blanques alfil · e1 blanques rei · f1 blanques alfil · h1 blanques torre | 7 |
| 6 | a8 negres torre · b8 negres canceller · c8 negres alfil · d8 negres dama · f8 negres torre · g8 negres rei · a7 negres peó · c7 negres peó · e7 negres peó · f7 negres peó · g7 negres alfil · h7 negres peó · b6 negres peó · d6 negres peó · f6 negres canceller · g6 negres peó · c4 blanques dama · d4 blanques peó · e4 blanques peó · c3 blanques canceller · f3 blanques canceller · a2 blanques peó · b2 blanques peó · f2 blanques peó · g2 blanques peó · h2 blanques peó · a1 blanques torre · c1 blanques alfil · e1 blanques rei · f1 blanques alfil · h1 blanques torre | a8 negres torre · b8 negres canceller · c8 negres alfil · d8 negres dama · f8 negres torre · g8 negres rei · a7 negres peó · c7 negres peó · e7 negres peó · f7 negres peó · g7 negres alfil · h7 negres peó · b6 negres peó · d6 negres peó · f6 negres canceller · g6 negres peó · c4 blanques dama · d4 blanques peó · e4 blanques peó · c3 blanques canceller · f3 blanques canceller · a2 blanques peó · b2 blanques peó · f2 blanques peó · g2 blanques peó · h2 blanques peó · a1 blanques torre · c1 blanques alfil · e1 blanques rei · f1 blanques alfil · h1 blanques torre | a8 negres torre · b8 negres canceller · c8 negres alfil · d8 negres dama · f8 negres torre · g8 negres rei · a7 negres peó · c7 negres peó · e7 negres peó · f7 negres peó · g7 negres alfil · h7 negres peó · b6 negres peó · d6 negres peó · f6 negres canceller · g6 negres peó · c4 blanques dama · d4 blanques peó · e4 blanques peó · c3 blanques canceller · f3 blanques canceller · a2 blanques peó · b2 blanques peó · f2 blanques peó · g2 blanques peó · h2 blanques peó · a1 blanques torre · c1 blanques alfil · e1 blanques rei · f1 blanques alfil · h1 blanques torre | a8 negres torre · b8 negres canceller · c8 negres alfil · d8 negres dama · f8 negres torre · g8 negres rei · a7 negres peó · c7 negres peó · e7 negres peó · f7 negres peó · g7 negres alfil · h7 negres peó · b6 negres peó · d6 negres peó · f6 negres canceller · g6 negres peó · c4 blanques dama · d4 blanques peó · e4 blanques peó · c3 blanques canceller · f3 blanques canceller · a2 blanques peó · b2 blanques peó · f2 blanques peó · g2 blanques peó · h2 blanques peó · a1 blanques torre · c1 blanques alfil · e1 blanques rei · f1 blanques alfil · h1 blanques torre | a8 negres torre · b8 negres canceller · c8 negres alfil · d8 negres dama · f8 negres torre · g8 negres rei · a7 negres peó · c7 negres peó · e7 negres peó · f7 negres peó · g7 negres alfil · h7 negres peó · b6 negres peó · d6 negres peó · f6 negres canceller · g6 negres peó · c4 blanques dama · d4 blanques peó · e4 blanques peó · c3 blanques canceller · f3 blanques canceller · a2 blanques peó · b2 blanques peó · f2 blanques peó · g2 blanques peó · h2 blanques peó · a1 blanques torre · c1 blanques alfil · e1 blanques rei · f1 blanques alfil · h1 blanques torre | a8 negres torre · b8 negres canceller · c8 negres alfil · d8 negres dama · f8 negres torre · g8 negres rei · a7 negres peó · c7 negres peó · e7 negres peó · f7 negres peó · g7 negres alfil · h7 negres peó · b6 negres peó · d6 negres peó · f6 negres canceller · g6 negres peó · c4 blanques dama · d4 blanques peó · e4 blanques peó · c3 blanques canceller · f3 blanques canceller · a2 blanques peó · b2 blanques peó · f2 blanques peó · g2 blanques peó · h2 blanques peó · a1 blanques torre · c1 blanques alfil · e1 blanques rei · f1 blanques alfil · h1 blanques torre | a8 negres torre · b8 negres canceller · c8 negres alfil · d8 negres dama · f8 negres torre · g8 negres rei · a7 negres peó · c7 negres peó · e7 negres peó · f7 negres peó · g7 negres alfil · h7 negres peó · b6 negres peó · d6 negres peó · f6 negres canceller · g6 negres peó · c4 blanques dama · d4 blanques peó · e4 blanques peó · c3 blanques canceller · f3 blanques canceller · a2 blanques peó · b2 blanques peó · f2 blanques peó · g2 blanques peó · h2 blanques peó · a1 blanques torre · c1 blanques alfil · e1 blanques rei · f1 blanques alfil · h1 blanques torre | a8 negres torre · b8 negres canceller · c8 negres alfil · d8 negres dama · f8 negres torre · g8 negres rei · a7 negres peó · c7 negres peó · e7 negres peó · f7 negres peó · g7 negres alfil · h7 negres peó · b6 negres peó · d6 negres peó · f6 negres canceller · g6 negres peó · c4 blanques dama · d4 blanques peó · e4 blanques peó · c3 blanques canceller · f3 blanques canceller · a2 blanques peó · b2 blanques peó · f2 blanques peó · g2 blanques peó · h2 blanques peó · a1 blanques torre · c1 blanques alfil · e1 blanques rei · f1 blanques alfil · h1 blanques torre | 6 |
| 5 | a8 negres torre · b8 negres canceller · c8 negres alfil · d8 negres dama · f8 negres torre · g8 negres rei · a7 negres peó · c7 negres peó · e7 negres peó · f7 negres peó · g7 negres alfil · h7 negres peó · b6 negres peó · d6 negres peó · f6 negres canceller · g6 negres peó · c4 blanques dama · d4 blanques peó · e4 blanques peó · c3 blanques canceller · f3 blanques canceller · a2 blanques peó · b2 blanques peó · f2 blanques peó · g2 blanques peó · h2 blanques peó · a1 blanques torre · c1 blanques alfil · e1 blanques rei · f1 blanques alfil · h1 blanques torre | a8 negres torre · b8 negres canceller · c8 negres alfil · d8 negres dama · f8 negres torre · g8 negres rei · a7 negres peó · c7 negres peó · e7 negres peó · f7 negres peó · g7 negres alfil · h7 negres peó · b6 negres peó · d6 negres peó · f6 negres canceller · g6 negres peó · c4 blanques dama · d4 blanques peó · e4 blanques peó · c3 blanques canceller · f3 blanques canceller · a2 blanques peó · b2 blanques peó · f2 blanques peó · g2 blanques peó · h2 blanques peó · a1 blanques torre · c1 blanques alfil · e1 blanques rei · f1 blanques alfil · h1 blanques torre | a8 negres torre · b8 negres canceller · c8 negres alfil · d8 negres dama · f8 negres torre · g8 negres rei · a7 negres peó · c7 negres peó · e7 negres peó · f7 negres peó · g7 negres alfil · h7 negres peó · b6 negres peó · d6 negres peó · f6 negres canceller · g6 negres peó · c4 blanques dama · d4 blanques peó · e4 blanques peó · c3 blanques canceller · f3 blanques canceller · a2 blanques peó · b2 blanques peó · f2 blanques peó · g2 blanques peó · h2 blanques peó · a1 blanques torre · c1 blanques alfil · e1 blanques rei · f1 blanques alfil · h1 blanques torre | a8 negres torre · b8 negres canceller · c8 negres alfil · d8 negres dama · f8 negres torre · g8 negres rei · a7 negres peó · c7 negres peó · e7 negres peó · f7 negres peó · g7 negres alfil · h7 negres peó · b6 negres peó · d6 negres peó · f6 negres canceller · g6 negres peó · c4 blanques dama · d4 blanques peó · e4 blanques peó · c3 blanques canceller · f3 blanques canceller · a2 blanques peó · b2 blanques peó · f2 blanques peó · g2 blanques peó · h2 blanques peó · a1 blanques torre · c1 blanques alfil · e1 blanques rei · f1 blanques alfil · h1 blanques torre | a8 negres torre · b8 negres canceller · c8 negres alfil · d8 negres dama · f8 negres torre · g8 negres rei · a7 negres peó · c7 negres peó · e7 negres peó · f7 negres peó · g7 negres alfil · h7 negres peó · b6 negres peó · d6 negres peó · f6 negres canceller · g6 negres peó · c4 blanques dama · d4 blanques peó · e4 blanques peó · c3 blanques canceller · f3 blanques canceller · a2 blanques peó · b2 blanques peó · f2 blanques peó · g2 blanques peó · h2 blanques peó · a1 blanques torre · c1 blanques alfil · e1 blanques rei · f1 blanques alfil · h1 blanques torre | a8 negres torre · b8 negres canceller · c8 negres alfil · d8 negres dama · f8 negres torre · g8 negres rei · a7 negres peó · c7 negres peó · e7 negres peó · f7 negres peó · g7 negres alfil · h7 negres peó · b6 negres peó · d6 negres peó · f6 negres canceller · g6 negres peó · c4 blanques dama · d4 blanques peó · e4 blanques peó · c3 blanques canceller · f3 blanques canceller · a2 blanques peó · b2 blanques peó · f2 blanques peó · g2 blanques peó · h2 blanques peó · a1 blanques torre · c1 blanques alfil · e1 blanques rei · f1 blanques alfil · h1 blanques torre | a8 negres torre · b8 negres canceller · c8 negres alfil · d8 negres dama · f8 negres torre · g8 negres rei · a7 negres peó · c7 negres peó · e7 negres peó · f7 negres peó · g7 negres alfil · h7 negres peó · b6 negres peó · d6 negres peó · f6 negres canceller · g6 negres peó · c4 blanques dama · d4 blanques peó · e4 blanques peó · c3 blanques canceller · f3 blanques canceller · a2 blanques peó · b2 blanques peó · f2 blanques peó · g2 blanques peó · h2 blanques peó · a1 blanques torre · c1 blanques alfil · e1 blanques rei · f1 blanques alfil · h1 blanques torre | a8 negres torre · b8 negres canceller · c8 negres alfil · d8 negres dama · f8 negres torre · g8 negres rei · a7 negres peó · c7 negres peó · e7 negres peó · f7 negres peó · g7 negres alfil · h7 negres peó · b6 negres peó · d6 negres peó · f6 negres canceller · g6 negres peó · c4 blanques dama · d4 blanques peó · e4 blanques peó · c3 blanques canceller · f3 blanques canceller · a2 blanques peó · b2 blanques peó · f2 blanques peó · g2 blanques peó · h2 blanques peó · a1 blanques torre · c1 blanques alfil · e1 blanques rei · f1 blanques alfil · h1 blanques torre | 5 |
| 4 | a8 negres torre · b8 negres canceller · c8 negres alfil · d8 negres dama · f8 negres torre · g8 negres rei · a7 negres peó · c7 negres peó · e7 negres peó · f7 negres peó · g7 negres alfil · h7 negres peó · b6 negres peó · d6 negres peó · f6 negres canceller · g6 negres peó · c4 blanques dama · d4 blanques peó · e4 blanques peó · c3 blanques canceller · f3 blanques canceller · a2 blanques peó · b2 blanques peó · f2 blanques peó · g2 blanques peó · h2 blanques peó · a1 blanques torre · c1 blanques alfil · e1 blanques rei · f1 blanques alfil · h1 blanques torre | a8 negres torre · b8 negres canceller · c8 negres alfil · d8 negres dama · f8 negres torre · g8 negres rei · a7 negres peó · c7 negres peó · e7 negres peó · f7 negres peó · g7 negres alfil · h7 negres peó · b6 negres peó · d6 negres peó · f6 negres canceller · g6 negres peó · c4 blanques dama · d4 blanques peó · e4 blanques peó · c3 blanques canceller · f3 blanques canceller · a2 blanques peó · b2 blanques peó · f2 blanques peó · g2 blanques peó · h2 blanques peó · a1 blanques torre · c1 blanques alfil · e1 blanques rei · f1 blanques alfil · h1 blanques torre | a8 negres torre · b8 negres canceller · c8 negres alfil · d8 negres dama · f8 negres torre · g8 negres rei · a7 negres peó · c7 negres peó · e7 negres peó · f7 negres peó · g7 negres alfil · h7 negres peó · b6 negres peó · d6 negres peó · f6 negres canceller · g6 negres peó · c4 blanques dama · d4 blanques peó · e4 blanques peó · c3 blanques canceller · f3 blanques canceller · a2 blanques peó · b2 blanques peó · f2 blanques peó · g2 blanques peó · h2 blanques peó · a1 blanques torre · c1 blanques alfil · e1 blanques rei · f1 blanques alfil · h1 blanques torre | a8 negres torre · b8 negres canceller · c8 negres alfil · d8 negres dama · f8 negres torre · g8 negres rei · a7 negres peó · c7 negres peó · e7 negres peó · f7 negres peó · g7 negres alfil · h7 negres peó · b6 negres peó · d6 negres peó · f6 negres canceller · g6 negres peó · c4 blanques dama · d4 blanques peó · e4 blanques peó · c3 blanques canceller · f3 blanques canceller · a2 blanques peó · b2 blanques peó · f2 blanques peó · g2 blanques peó · h2 blanques peó · a1 blanques torre · c1 blanques alfil · e1 blanques rei · f1 blanques alfil · h1 blanques torre | a8 negres torre · b8 negres canceller · c8 negres alfil · d8 negres dama · f8 negres torre · g8 negres rei · a7 negres peó · c7 negres peó · e7 negres peó · f7 negres peó · g7 negres alfil · h7 negres peó · b6 negres peó · d6 negres peó · f6 negres canceller · g6 negres peó · c4 blanques dama · d4 blanques peó · e4 blanques peó · c3 blanques canceller · f3 blanques canceller · a2 blanques peó · b2 blanques peó · f2 blanques peó · g2 blanques peó · h2 blanques peó · a1 blanques torre · c1 blanques alfil · e1 blanques rei · f1 blanques alfil · h1 blanques torre | a8 negres torre · b8 negres canceller · c8 negres alfil · d8 negres dama · f8 negres torre · g8 negres rei · a7 negres peó · c7 negres peó · e7 negres peó · f7 negres peó · g7 negres alfil · h7 negres peó · b6 negres peó · d6 negres peó · f6 negres canceller · g6 negres peó · c4 blanques dama · d4 blanques peó · e4 blanques peó · c3 blanques canceller · f3 blanques canceller · a2 blanques peó · b2 blanques peó · f2 blanques peó · g2 blanques peó · h2 blanques peó · a1 blanques torre · c1 blanques alfil · e1 blanques rei · f1 blanques alfil · h1 blanques torre | a8 negres torre · b8 negres canceller · c8 negres alfil · d8 negres dama · f8 negres torre · g8 negres rei · a7 negres peó · c7 negres peó · e7 negres peó · f7 negres peó · g7 negres alfil · h7 negres peó · b6 negres peó · d6 negres peó · f6 negres canceller · g6 negres peó · c4 blanques dama · d4 blanques peó · e4 blanques peó · c3 blanques canceller · f3 blanques canceller · a2 blanques peó · b2 blanques peó · f2 blanques peó · g2 blanques peó · h2 blanques peó · a1 blanques torre · c1 blanques alfil · e1 blanques rei · f1 blanques alfil · h1 blanques torre | a8 negres torre · b8 negres canceller · c8 negres alfil · d8 negres dama · f8 negres torre · g8 negres rei · a7 negres peó · c7 negres peó · e7 negres peó · f7 negres peó · g7 negres alfil · h7 negres peó · b6 negres peó · d6 negres peó · f6 negres canceller · g6 negres peó · c4 blanques dama · d4 blanques peó · e4 blanques peó · c3 blanques canceller · f3 blanques canceller · a2 blanques peó · b2 blanques peó · f2 blanques peó · g2 blanques peó · h2 blanques peó · a1 blanques torre · c1 blanques alfil · e1 blanques rei · f1 blanques alfil · h1 blanques torre | 4 |
| 3 | a8 negres torre · b8 negres canceller · c8 negres alfil · d8 negres dama · f8 negres torre · g8 negres rei · a7 negres peó · c7 negres peó · e7 negres peó · f7 negres peó · g7 negres alfil · h7 negres peó · b6 negres peó · d6 negres peó · f6 negres canceller · g6 negres peó · c4 blanques dama · d4 blanques peó · e4 blanques peó · c3 blanques canceller · f3 blanques canceller · a2 blanques peó · b2 blanques peó · f2 blanques peó · g2 blanques peó · h2 blanques peó · a1 blanques torre · c1 blanques alfil · e1 blanques rei · f1 blanques alfil · h1 blanques torre | a8 negres torre · b8 negres canceller · c8 negres alfil · d8 negres dama · f8 negres torre · g8 negres rei · a7 negres peó · c7 negres peó · e7 negres peó · f7 negres peó · g7 negres alfil · h7 negres peó · b6 negres peó · d6 negres peó · f6 negres canceller · g6 negres peó · c4 blanques dama · d4 blanques peó · e4 blanques peó · c3 blanques canceller · f3 blanques canceller · a2 blanques peó · b2 blanques peó · f2 blanques peó · g2 blanques peó · h2 blanques peó · a1 blanques torre · c1 blanques alfil · e1 blanques rei · f1 blanques alfil · h1 blanques torre | a8 negres torre · b8 negres canceller · c8 negres alfil · d8 negres dama · f8 negres torre · g8 negres rei · a7 negres peó · c7 negres peó · e7 negres peó · f7 negres peó · g7 negres alfil · h7 negres peó · b6 negres peó · d6 negres peó · f6 negres canceller · g6 negres peó · c4 blanques dama · d4 blanques peó · e4 blanques peó · c3 blanques canceller · f3 blanques canceller · a2 blanques peó · b2 blanques peó · f2 blanques peó · g2 blanques peó · h2 blanques peó · a1 blanques torre · c1 blanques alfil · e1 blanques rei · f1 blanques alfil · h1 blanques torre | a8 negres torre · b8 negres canceller · c8 negres alfil · d8 negres dama · f8 negres torre · g8 negres rei · a7 negres peó · c7 negres peó · e7 negres peó · f7 negres peó · g7 negres alfil · h7 negres peó · b6 negres peó · d6 negres peó · f6 negres canceller · g6 negres peó · c4 blanques dama · d4 blanques peó · e4 blanques peó · c3 blanques canceller · f3 blanques canceller · a2 blanques peó · b2 blanques peó · f2 blanques peó · g2 blanques peó · h2 blanques peó · a1 blanques torre · c1 blanques alfil · e1 blanques rei · f1 blanques alfil · h1 blanques torre | a8 negres torre · b8 negres canceller · c8 negres alfil · d8 negres dama · f8 negres torre · g8 negres rei · a7 negres peó · c7 negres peó · e7 negres peó · f7 negres peó · g7 negres alfil · h7 negres peó · b6 negres peó · d6 negres peó · f6 negres canceller · g6 negres peó · c4 blanques dama · d4 blanques peó · e4 blanques peó · c3 blanques canceller · f3 blanques canceller · a2 blanques peó · b2 blanques peó · f2 blanques peó · g2 blanques peó · h2 blanques peó · a1 blanques torre · c1 blanques alfil · e1 blanques rei · f1 blanques alfil · h1 blanques torre | a8 negres torre · b8 negres canceller · c8 negres alfil · d8 negres dama · f8 negres torre · g8 negres rei · a7 negres peó · c7 negres peó · e7 negres peó · f7 negres peó · g7 negres alfil · h7 negres peó · b6 negres peó · d6 negres peó · f6 negres canceller · g6 negres peó · c4 blanques dama · d4 blanques peó · e4 blanques peó · c3 blanques canceller · f3 blanques canceller · a2 blanques peó · b2 blanques peó · f2 blanques peó · g2 blanques peó · h2 blanques peó · a1 blanques torre · c1 blanques alfil · e1 blanques rei · f1 blanques alfil · h1 blanques torre | a8 negres torre · b8 negres canceller · c8 negres alfil · d8 negres dama · f8 negres torre · g8 negres rei · a7 negres peó · c7 negres peó · e7 negres peó · f7 negres peó · g7 negres alfil · h7 negres peó · b6 negres peó · d6 negres peó · f6 negres canceller · g6 negres peó · c4 blanques dama · d4 blanques peó · e4 blanques peó · c3 blanques canceller · f3 blanques canceller · a2 blanques peó · b2 blanques peó · f2 blanques peó · g2 blanques peó · h2 blanques peó · a1 blanques torre · c1 blanques alfil · e1 blanques rei · f1 blanques alfil · h1 blanques torre | a8 negres torre · b8 negres canceller · c8 negres alfil · d8 negres dama · f8 negres torre · g8 negres rei · a7 negres peó · c7 negres peó · e7 negres peó · f7 negres peó · g7 negres alfil · h7 negres peó · b6 negres peó · d6 negres peó · f6 negres canceller · g6 negres peó · c4 blanques dama · d4 blanques peó · e4 blanques peó · c3 blanques canceller · f3 blanques canceller · a2 blanques peó · b2 blanques peó · f2 blanques peó · g2 blanques peó · h2 blanques peó · a1 blanques torre · c1 blanques alfil · e1 blanques rei · f1 blanques alfil · h1 blanques torre | 3 |
| 2 | a8 negres torre · b8 negres canceller · c8 negres alfil · d8 negres dama · f8 negres torre · g8 negres rei · a7 negres peó · c7 negres peó · e7 negres peó · f7 negres peó · g7 negres alfil · h7 negres peó · b6 negres peó · d6 negres peó · f6 negres canceller · g6 negres peó · c4 blanques dama · d4 blanques peó · e4 blanques peó · c3 blanques canceller · f3 blanques canceller · a2 blanques peó · b2 blanques peó · f2 blanques peó · g2 blanques peó · h2 blanques peó · a1 blanques torre · c1 blanques alfil · e1 blanques rei · f1 blanques alfil · h1 blanques torre | a8 negres torre · b8 negres canceller · c8 negres alfil · d8 negres dama · f8 negres torre · g8 negres rei · a7 negres peó · c7 negres peó · e7 negres peó · f7 negres peó · g7 negres alfil · h7 negres peó · b6 negres peó · d6 negres peó · f6 negres canceller · g6 negres peó · c4 blanques dama · d4 blanques peó · e4 blanques peó · c3 blanques canceller · f3 blanques canceller · a2 blanques peó · b2 blanques peó · f2 blanques peó · g2 blanques peó · h2 blanques peó · a1 blanques torre · c1 blanques alfil · e1 blanques rei · f1 blanques alfil · h1 blanques torre | a8 negres torre · b8 negres canceller · c8 negres alfil · d8 negres dama · f8 negres torre · g8 negres rei · a7 negres peó · c7 negres peó · e7 negres peó · f7 negres peó · g7 negres alfil · h7 negres peó · b6 negres peó · d6 negres peó · f6 negres canceller · g6 negres peó · c4 blanques dama · d4 blanques peó · e4 blanques peó · c3 blanques canceller · f3 blanques canceller · a2 blanques peó · b2 blanques peó · f2 blanques peó · g2 blanques peó · h2 blanques peó · a1 blanques torre · c1 blanques alfil · e1 blanques rei · f1 blanques alfil · h1 blanques torre | a8 negres torre · b8 negres canceller · c8 negres alfil · d8 negres dama · f8 negres torre · g8 negres rei · a7 negres peó · c7 negres peó · e7 negres peó · f7 negres peó · g7 negres alfil · h7 negres peó · b6 negres peó · d6 negres peó · f6 negres canceller · g6 negres peó · c4 blanques dama · d4 blanques peó · e4 blanques peó · c3 blanques canceller · f3 blanques canceller · a2 blanques peó · b2 blanques peó · f2 blanques peó · g2 blanques peó · h2 blanques peó · a1 blanques torre · c1 blanques alfil · e1 blanques rei · f1 blanques alfil · h1 blanques torre | a8 negres torre · b8 negres canceller · c8 negres alfil · d8 negres dama · f8 negres torre · g8 negres rei · a7 negres peó · c7 negres peó · e7 negres peó · f7 negres peó · g7 negres alfil · h7 negres peó · b6 negres peó · d6 negres peó · f6 negres canceller · g6 negres peó · c4 blanques dama · d4 blanques peó · e4 blanques peó · c3 blanques canceller · f3 blanques canceller · a2 blanques peó · b2 blanques peó · f2 blanques peó · g2 blanques peó · h2 blanques peó · a1 blanques torre · c1 blanques alfil · e1 blanques rei · f1 blanques alfil · h1 blanques torre | a8 negres torre · b8 negres canceller · c8 negres alfil · d8 negres dama · f8 negres torre · g8 negres rei · a7 negres peó · c7 negres peó · e7 negres peó · f7 negres peó · g7 negres alfil · h7 negres peó · b6 negres peó · d6 negres peó · f6 negres canceller · g6 negres peó · c4 blanques dama · d4 blanques peó · e4 blanques peó · c3 blanques canceller · f3 blanques canceller · a2 blanques peó · b2 blanques peó · f2 blanques peó · g2 blanques peó · h2 blanques peó · a1 blanques torre · c1 blanques alfil · e1 blanques rei · f1 blanques alfil · h1 blanques torre | a8 negres torre · b8 negres canceller · c8 negres alfil · d8 negres dama · f8 negres torre · g8 negres rei · a7 negres peó · c7 negres peó · e7 negres peó · f7 negres peó · g7 negres alfil · h7 negres peó · b6 negres peó · d6 negres peó · f6 negres canceller · g6 negres peó · c4 blanques dama · d4 blanques peó · e4 blanques peó · c3 blanques canceller · f3 blanques canceller · a2 blanques peó · b2 blanques peó · f2 blanques peó · g2 blanques peó · h2 blanques peó · a1 blanques torre · c1 blanques alfil · e1 blanques rei · f1 blanques alfil · h1 blanques torre | a8 negres torre · b8 negres canceller · c8 negres alfil · d8 negres dama · f8 negres torre · g8 negres rei · a7 negres peó · c7 negres peó · e7 negres peó · f7 negres peó · g7 negres alfil · h7 negres peó · b6 negres peó · d6 negres peó · f6 negres canceller · g6 negres peó · c4 blanques dama · d4 blanques peó · e4 blanques peó · c3 blanques canceller · f3 blanques canceller · a2 blanques peó · b2 blanques peó · f2 blanques peó · g2 blanques peó · h2 blanques peó · a1 blanques torre · c1 blanques alfil · e1 blanques rei · f1 blanques alfil · h1 blanques torre | 2 |
| 1 | a8 negres torre · b8 negres canceller · c8 negres alfil · d8 negres dama · f8 negres torre · g8 negres rei · a7 negres peó · c7 negres peó · e7 negres peó · f7 negres peó · g7 negres alfil · h7 negres peó · b6 negres peó · d6 negres peó · f6 negres canceller · g6 negres peó · c4 blanques dama · d4 blanques peó · e4 blanques peó · c3 blanques canceller · f3 blanques canceller · a2 blanques peó · b2 blanques peó · f2 blanques peó · g2 blanques peó · h2 blanques peó · a1 blanques torre · c1 blanques alfil · e1 blanques rei · f1 blanques alfil · h1 blanques torre | a8 negres torre · b8 negres canceller · c8 negres alfil · d8 negres dama · f8 negres torre · g8 negres rei · a7 negres peó · c7 negres peó · e7 negres peó · f7 negres peó · g7 negres alfil · h7 negres peó · b6 negres peó · d6 negres peó · f6 negres canceller · g6 negres peó · c4 blanques dama · d4 blanques peó · e4 blanques peó · c3 blanques canceller · f3 blanques canceller · a2 blanques peó · b2 blanques peó · f2 blanques peó · g2 blanques peó · h2 blanques peó · a1 blanques torre · c1 blanques alfil · e1 blanques rei · f1 blanques alfil · h1 blanques torre | a8 negres torre · b8 negres canceller · c8 negres alfil · d8 negres dama · f8 negres torre · g8 negres rei · a7 negres peó · c7 negres peó · e7 negres peó · f7 negres peó · g7 negres alfil · h7 negres peó · b6 negres peó · d6 negres peó · f6 negres canceller · g6 negres peó · c4 blanques dama · d4 blanques peó · e4 blanques peó · c3 blanques canceller · f3 blanques canceller · a2 blanques peó · b2 blanques peó · f2 blanques peó · g2 blanques peó · h2 blanques peó · a1 blanques torre · c1 blanques alfil · e1 blanques rei · f1 blanques alfil · h1 blanques torre | a8 negres torre · b8 negres canceller · c8 negres alfil · d8 negres dama · f8 negres torre · g8 negres rei · a7 negres peó · c7 negres peó · e7 negres peó · f7 negres peó · g7 negres alfil · h7 negres peó · b6 negres peó · d6 negres peó · f6 negres canceller · g6 negres peó · c4 blanques dama · d4 blanques peó · e4 blanques peó · c3 blanques canceller · f3 blanques canceller · a2 blanques peó · b2 blanques peó · f2 blanques peó · g2 blanques peó · h2 blanques peó · a1 blanques torre · c1 blanques alfil · e1 blanques rei · f1 blanques alfil · h1 blanques torre | a8 negres torre · b8 negres canceller · c8 negres alfil · d8 negres dama · f8 negres torre · g8 negres rei · a7 negres peó · c7 negres peó · e7 negres peó · f7 negres peó · g7 negres alfil · h7 negres peó · b6 negres peó · d6 negres peó · f6 negres canceller · g6 negres peó · c4 blanques dama · d4 blanques peó · e4 blanques peó · c3 blanques canceller · f3 blanques canceller · a2 blanques peó · b2 blanques peó · f2 blanques peó · g2 blanques peó · h2 blanques peó · a1 blanques torre · c1 blanques alfil · e1 blanques rei · f1 blanques alfil · h1 blanques torre | a8 negres torre · b8 negres canceller · c8 negres alfil · d8 negres dama · f8 negres torre · g8 negres rei · a7 negres peó · c7 negres peó · e7 negres peó · f7 negres peó · g7 negres alfil · h7 negres peó · b6 negres peó · d6 negres peó · f6 negres canceller · g6 negres peó · c4 blanques dama · d4 blanques peó · e4 blanques peó · c3 blanques canceller · f3 blanques canceller · a2 blanques peó · b2 blanques peó · f2 blanques peó · g2 blanques peó · h2 blanques peó · a1 blanques torre · c1 blanques alfil · e1 blanques rei · f1 blanques alfil · h1 blanques torre | a8 negres torre · b8 negres canceller · c8 negres alfil · d8 negres dama · f8 negres torre · g8 negres rei · a7 negres peó · c7 negres peó · e7 negres peó · f7 negres peó · g7 negres alfil · h7 negres peó · b6 negres peó · d6 negres peó · f6 negres canceller · g6 negres peó · c4 blanques dama · d4 blanques peó · e4 blanques peó · c3 blanques canceller · f3 blanques canceller · a2 blanques peó · b2 blanques peó · f2 blanques peó · g2 blanques peó · h2 blanques peó · a1 blanques torre · c1 blanques alfil · e1 blanques rei · f1 blanques alfil · h1 blanques torre | a8 negres torre · b8 negres canceller · c8 negres alfil · d8 negres dama · f8 negres torre · g8 negres rei · a7 negres peó · c7 negres peó · e7 negres peó · f7 negres peó · g7 negres alfil · h7 negres peó · b6 negres peó · d6 negres peó · f6 negres canceller · g6 negres peó · c4 blanques dama · d4 blanques peó · e4 blanques peó · c3 blanques canceller · f3 blanques canceller · a2 blanques peó · b2 blanques peó · f2 blanques peó · g2 blanques peó · h2 blanques peó · a1 blanques torre · c1 blanques alfil · e1 blanques rei · f1 blanques alfil · h1 blanques torre | 1 |
|   | a | b | c | d | e | f | g | h |   |

|   | a | b | c | d | e | f | g | h |   |
| 8 | a8 negres torre · c8 negres alfil · f8 negres torre · g8 negres rei · a7 negres peó · b7 negres peó · e7 negres dama · f7 negres peó · g7 negres peó · h7 negres peó · c6 negres canceller · e6 negres peó · f6 negres canceller · c5 negres alfil · d5 negres peó · c4 blanques peó · e4 blanques peó · c3 blanques canceller · d3 blanques alfil · f3 blanques canceller · a2 blanques peó · b2 blanques peó · e2 blanques dama · f2 blanques peó · g2 blanques peó · h2 blanques peó · a1 blanques torre · c1 blanques alfil · f1 blanques torre · g1 blanques rei | a8 negres torre · c8 negres alfil · f8 negres torre · g8 negres rei · a7 negres peó · b7 negres peó · e7 negres dama · f7 negres peó · g7 negres peó · h7 negres peó · c6 negres canceller · e6 negres peó · f6 negres canceller · c5 negres alfil · d5 negres peó · c4 blanques peó · e4 blanques peó · c3 blanques canceller · d3 blanques alfil · f3 blanques canceller · a2 blanques peó · b2 blanques peó · e2 blanques dama · f2 blanques peó · g2 blanques peó · h2 blanques peó · a1 blanques torre · c1 blanques alfil · f1 blanques torre · g1 blanques rei | a8 negres torre · c8 negres alfil · f8 negres torre · g8 negres rei · a7 negres peó · b7 negres peó · e7 negres dama · f7 negres peó · g7 negres peó · h7 negres peó · c6 negres canceller · e6 negres peó · f6 negres canceller · c5 negres alfil · d5 negres peó · c4 blanques peó · e4 blanques peó · c3 blanques canceller · d3 blanques alfil · f3 blanques canceller · a2 blanques peó · b2 blanques peó · e2 blanques dama · f2 blanques peó · g2 blanques peó · h2 blanques peó · a1 blanques torre · c1 blanques alfil · f1 blanques torre · g1 blanques rei | a8 negres torre · c8 negres alfil · f8 negres torre · g8 negres rei · a7 negres peó · b7 negres peó · e7 negres dama · f7 negres peó · g7 negres peó · h7 negres peó · c6 negres canceller · e6 negres peó · f6 negres canceller · c5 negres alfil · d5 negres peó · c4 blanques peó · e4 blanques peó · c3 blanques canceller · d3 blanques alfil · f3 blanques canceller · a2 blanques peó · b2 blanques peó · e2 blanques dama · f2 blanques peó · g2 blanques peó · h2 blanques peó · a1 blanques torre · c1 blanques alfil · f1 blanques torre · g1 blanques rei | a8 negres torre · c8 negres alfil · f8 negres torre · g8 negres rei · a7 negres peó · b7 negres peó · e7 negres dama · f7 negres peó · g7 negres peó · h7 negres peó · c6 negres canceller · e6 negres peó · f6 negres canceller · c5 negres alfil · d5 negres peó · c4 blanques peó · e4 blanques peó · c3 blanques canceller · d3 blanques alfil · f3 blanques canceller · a2 blanques peó · b2 blanques peó · e2 blanques dama · f2 blanques peó · g2 blanques peó · h2 blanques peó · a1 blanques torre · c1 blanques alfil · f1 blanques torre · g1 blanques rei | a8 negres torre · c8 negres alfil · f8 negres torre · g8 negres rei · a7 negres peó · b7 negres peó · e7 negres dama · f7 negres peó · g7 negres peó · h7 negres peó · c6 negres canceller · e6 negres peó · f6 negres canceller · c5 negres alfil · d5 negres peó · c4 blanques peó · e4 blanques peó · c3 blanques canceller · d3 blanques alfil · f3 blanques canceller · a2 blanques peó · b2 blanques peó · e2 blanques dama · f2 blanques peó · g2 blanques peó · h2 blanques peó · a1 blanques torre · c1 blanques alfil · f1 blanques torre · g1 blanques rei | a8 negres torre · c8 negres alfil · f8 negres torre · g8 negres rei · a7 negres peó · b7 negres peó · e7 negres dama · f7 negres peó · g7 negres peó · h7 negres peó · c6 negres canceller · e6 negres peó · f6 negres canceller · c5 negres alfil · d5 negres peó · c4 blanques peó · e4 blanques peó · c3 blanques canceller · d3 blanques alfil · f3 blanques canceller · a2 blanques peó · b2 blanques peó · e2 blanques dama · f2 blanques peó · g2 blanques peó · h2 blanques peó · a1 blanques torre · c1 blanques alfil · f1 blanques torre · g1 blanques rei | a8 negres torre · c8 negres alfil · f8 negres torre · g8 negres rei · a7 negres peó · b7 negres peó · e7 negres dama · f7 negres peó · g7 negres peó · h7 negres peó · c6 negres canceller · e6 negres peó · f6 negres canceller · c5 negres alfil · d5 negres peó · c4 blanques peó · e4 blanques peó · c3 blanques canceller · d3 blanques alfil · f3 blanques canceller · a2 blanques peó · b2 blanques peó · e2 blanques dama · f2 blanques peó · g2 blanques peó · h2 blanques peó · a1 blanques torre · c1 blanques alfil · f1 blanques torre · g1 blanques rei | 8 |
| 7 | a8 negres torre · c8 negres alfil · f8 negres torre · g8 negres rei · a7 negres peó · b7 negres peó · e7 negres dama · f7 negres peó · g7 negres peó · h7 negres peó · c6 negres canceller · e6 negres peó · f6 negres canceller · c5 negres alfil · d5 negres peó · c4 blanques peó · e4 blanques peó · c3 blanques canceller · d3 blanques alfil · f3 blanques canceller · a2 blanques peó · b2 blanques peó · e2 blanques dama · f2 blanques peó · g2 blanques peó · h2 blanques peó · a1 blanques torre · c1 blanques alfil · f1 blanques torre · g1 blanques rei | a8 negres torre · c8 negres alfil · f8 negres torre · g8 negres rei · a7 negres peó · b7 negres peó · e7 negres dama · f7 negres peó · g7 negres peó · h7 negres peó · c6 negres canceller · e6 negres peó · f6 negres canceller · c5 negres alfil · d5 negres peó · c4 blanques peó · e4 blanques peó · c3 blanques canceller · d3 blanques alfil · f3 blanques canceller · a2 blanques peó · b2 blanques peó · e2 blanques dama · f2 blanques peó · g2 blanques peó · h2 blanques peó · a1 blanques torre · c1 blanques alfil · f1 blanques torre · g1 blanques rei | a8 negres torre · c8 negres alfil · f8 negres torre · g8 negres rei · a7 negres peó · b7 negres peó · e7 negres dama · f7 negres peó · g7 negres peó · h7 negres peó · c6 negres canceller · e6 negres peó · f6 negres canceller · c5 negres alfil · d5 negres peó · c4 blanques peó · e4 blanques peó · c3 blanques canceller · d3 blanques alfil · f3 blanques canceller · a2 blanques peó · b2 blanques peó · e2 blanques dama · f2 blanques peó · g2 blanques peó · h2 blanques peó · a1 blanques torre · c1 blanques alfil · f1 blanques torre · g1 blanques rei | a8 negres torre · c8 negres alfil · f8 negres torre · g8 negres rei · a7 negres peó · b7 negres peó · e7 negres dama · f7 negres peó · g7 negres peó · h7 negres peó · c6 negres canceller · e6 negres peó · f6 negres canceller · c5 negres alfil · d5 negres peó · c4 blanques peó · e4 blanques peó · c3 blanques canceller · d3 blanques alfil · f3 blanques canceller · a2 blanques peó · b2 blanques peó · e2 blanques dama · f2 blanques peó · g2 blanques peó · h2 blanques peó · a1 blanques torre · c1 blanques alfil · f1 blanques torre · g1 blanques rei | a8 negres torre · c8 negres alfil · f8 negres torre · g8 negres rei · a7 negres peó · b7 negres peó · e7 negres dama · f7 negres peó · g7 negres peó · h7 negres peó · c6 negres canceller · e6 negres peó · f6 negres canceller · c5 negres alfil · d5 negres peó · c4 blanques peó · e4 blanques peó · c3 blanques canceller · d3 blanques alfil · f3 blanques canceller · a2 blanques peó · b2 blanques peó · e2 blanques dama · f2 blanques peó · g2 blanques peó · h2 blanques peó · a1 blanques torre · c1 blanques alfil · f1 blanques torre · g1 blanques rei | a8 negres torre · c8 negres alfil · f8 negres torre · g8 negres rei · a7 negres peó · b7 negres peó · e7 negres dama · f7 negres peó · g7 negres peó · h7 negres peó · c6 negres canceller · e6 negres peó · f6 negres canceller · c5 negres alfil · d5 negres peó · c4 blanques peó · e4 blanques peó · c3 blanques canceller · d3 blanques alfil · f3 blanques canceller · a2 blanques peó · b2 blanques peó · e2 blanques dama · f2 blanques peó · g2 blanques peó · h2 blanques peó · a1 blanques torre · c1 blanques alfil · f1 blanques torre · g1 blanques rei | a8 negres torre · c8 negres alfil · f8 negres torre · g8 negres rei · a7 negres peó · b7 negres peó · e7 negres dama · f7 negres peó · g7 negres peó · h7 negres peó · c6 negres canceller · e6 negres peó · f6 negres canceller · c5 negres alfil · d5 negres peó · c4 blanques peó · e4 blanques peó · c3 blanques canceller · d3 blanques alfil · f3 blanques canceller · a2 blanques peó · b2 blanques peó · e2 blanques dama · f2 blanques peó · g2 blanques peó · h2 blanques peó · a1 blanques torre · c1 blanques alfil · f1 blanques torre · g1 blanques rei | a8 negres torre · c8 negres alfil · f8 negres torre · g8 negres rei · a7 negres peó · b7 negres peó · e7 negres dama · f7 negres peó · g7 negres peó · h7 negres peó · c6 negres canceller · e6 negres peó · f6 negres canceller · c5 negres alfil · d5 negres peó · c4 blanques peó · e4 blanques peó · c3 blanques canceller · d3 blanques alfil · f3 blanques canceller · a2 blanques peó · b2 blanques peó · e2 blanques dama · f2 blanques peó · g2 blanques peó · h2 blanques peó · a1 blanques torre · c1 blanques alfil · f1 blanques torre · g1 blanques rei | 7 |
| 6 | a8 negres torre · c8 negres alfil · f8 negres torre · g8 negres rei · a7 negres peó · b7 negres peó · e7 negres dama · f7 negres peó · g7 negres peó · h7 negres peó · c6 negres canceller · e6 negres peó · f6 negres canceller · c5 negres alfil · d5 negres peó · c4 blanques peó · e4 blanques peó · c3 blanques canceller · d3 blanques alfil · f3 blanques canceller · a2 blanques peó · b2 blanques peó · e2 blanques dama · f2 blanques peó · g2 blanques peó · h2 blanques peó · a1 blanques torre · c1 blanques alfil · f1 blanques torre · g1 blanques rei | a8 negres torre · c8 negres alfil · f8 negres torre · g8 negres rei · a7 negres peó · b7 negres peó · e7 negres dama · f7 negres peó · g7 negres peó · h7 negres peó · c6 negres canceller · e6 negres peó · f6 negres canceller · c5 negres alfil · d5 negres peó · c4 blanques peó · e4 blanques peó · c3 blanques canceller · d3 blanques alfil · f3 blanques canceller · a2 blanques peó · b2 blanques peó · e2 blanques dama · f2 blanques peó · g2 blanques peó · h2 blanques peó · a1 blanques torre · c1 blanques alfil · f1 blanques torre · g1 blanques rei | a8 negres torre · c8 negres alfil · f8 negres torre · g8 negres rei · a7 negres peó · b7 negres peó · e7 negres dama · f7 negres peó · g7 negres peó · h7 negres peó · c6 negres canceller · e6 negres peó · f6 negres canceller · c5 negres alfil · d5 negres peó · c4 blanques peó · e4 blanques peó · c3 blanques canceller · d3 blanques alfil · f3 blanques canceller · a2 blanques peó · b2 blanques peó · e2 blanques dama · f2 blanques peó · g2 blanques peó · h2 blanques peó · a1 blanques torre · c1 blanques alfil · f1 blanques torre · g1 blanques rei | a8 negres torre · c8 negres alfil · f8 negres torre · g8 negres rei · a7 negres peó · b7 negres peó · e7 negres dama · f7 negres peó · g7 negres peó · h7 negres peó · c6 negres canceller · e6 negres peó · f6 negres canceller · c5 negres alfil · d5 negres peó · c4 blanques peó · e4 blanques peó · c3 blanques canceller · d3 blanques alfil · f3 blanques canceller · a2 blanques peó · b2 blanques peó · e2 blanques dama · f2 blanques peó · g2 blanques peó · h2 blanques peó · a1 blanques torre · c1 blanques alfil · f1 blanques torre · g1 blanques rei | a8 negres torre · c8 negres alfil · f8 negres torre · g8 negres rei · a7 negres peó · b7 negres peó · e7 negres dama · f7 negres peó · g7 negres peó · h7 negres peó · c6 negres canceller · e6 negres peó · f6 negres canceller · c5 negres alfil · d5 negres peó · c4 blanques peó · e4 blanques peó · c3 blanques canceller · d3 blanques alfil · f3 blanques canceller · a2 blanques peó · b2 blanques peó · e2 blanques dama · f2 blanques peó · g2 blanques peó · h2 blanques peó · a1 blanques torre · c1 blanques alfil · f1 blanques torre · g1 blanques rei | a8 negres torre · c8 negres alfil · f8 negres torre · g8 negres rei · a7 negres peó · b7 negres peó · e7 negres dama · f7 negres peó · g7 negres peó · h7 negres peó · c6 negres canceller · e6 negres peó · f6 negres canceller · c5 negres alfil · d5 negres peó · c4 blanques peó · e4 blanques peó · c3 blanques canceller · d3 blanques alfil · f3 blanques canceller · a2 blanques peó · b2 blanques peó · e2 blanques dama · f2 blanques peó · g2 blanques peó · h2 blanques peó · a1 blanques torre · c1 blanques alfil · f1 blanques torre · g1 blanques rei | a8 negres torre · c8 negres alfil · f8 negres torre · g8 negres rei · a7 negres peó · b7 negres peó · e7 negres dama · f7 negres peó · g7 negres peó · h7 negres peó · c6 negres canceller · e6 negres peó · f6 negres canceller · c5 negres alfil · d5 negres peó · c4 blanques peó · e4 blanques peó · c3 blanques canceller · d3 blanques alfil · f3 blanques canceller · a2 blanques peó · b2 blanques peó · e2 blanques dama · f2 blanques peó · g2 blanques peó · h2 blanques peó · a1 blanques torre · c1 blanques alfil · f1 blanques torre · g1 blanques rei | a8 negres torre · c8 negres alfil · f8 negres torre · g8 negres rei · a7 negres peó · b7 negres peó · e7 negres dama · f7 negres peó · g7 negres peó · h7 negres peó · c6 negres canceller · e6 negres peó · f6 negres canceller · c5 negres alfil · d5 negres peó · c4 blanques peó · e4 blanques peó · c3 blanques canceller · d3 blanques alfil · f3 blanques canceller · a2 blanques peó · b2 blanques peó · e2 blanques dama · f2 blanques peó · g2 blanques peó · h2 blanques peó · a1 blanques torre · c1 blanques alfil · f1 blanques torre · g1 blanques rei | 6 |
| 5 | a8 negres torre · c8 negres alfil · f8 negres torre · g8 negres rei · a7 negres peó · b7 negres peó · e7 negres dama · f7 negres peó · g7 negres peó · h7 negres peó · c6 negres canceller · e6 negres peó · f6 negres canceller · c5 negres alfil · d5 negres peó · c4 blanques peó · e4 blanques peó · c3 blanques canceller · d3 blanques alfil · f3 blanques canceller · a2 blanques peó · b2 blanques peó · e2 blanques dama · f2 blanques peó · g2 blanques peó · h2 blanques peó · a1 blanques torre · c1 blanques alfil · f1 blanques torre · g1 blanques rei | a8 negres torre · c8 negres alfil · f8 negres torre · g8 negres rei · a7 negres peó · b7 negres peó · e7 negres dama · f7 negres peó · g7 negres peó · h7 negres peó · c6 negres canceller · e6 negres peó · f6 negres canceller · c5 negres alfil · d5 negres peó · c4 blanques peó · e4 blanques peó · c3 blanques canceller · d3 blanques alfil · f3 blanques canceller · a2 blanques peó · b2 blanques peó · e2 blanques dama · f2 blanques peó · g2 blanques peó · h2 blanques peó · a1 blanques torre · c1 blanques alfil · f1 blanques torre · g1 blanques rei | a8 negres torre · c8 negres alfil · f8 negres torre · g8 negres rei · a7 negres peó · b7 negres peó · e7 negres dama · f7 negres peó · g7 negres peó · h7 negres peó · c6 negres canceller · e6 negres peó · f6 negres canceller · c5 negres alfil · d5 negres peó · c4 blanques peó · e4 blanques peó · c3 blanques canceller · d3 blanques alfil · f3 blanques canceller · a2 blanques peó · b2 blanques peó · e2 blanques dama · f2 blanques peó · g2 blanques peó · h2 blanques peó · a1 blanques torre · c1 blanques alfil · f1 blanques torre · g1 blanques rei | a8 negres torre · c8 negres alfil · f8 negres torre · g8 negres rei · a7 negres peó · b7 negres peó · e7 negres dama · f7 negres peó · g7 negres peó · h7 negres peó · c6 negres canceller · e6 negres peó · f6 negres canceller · c5 negres alfil · d5 negres peó · c4 blanques peó · e4 blanques peó · c3 blanques canceller · d3 blanques alfil · f3 blanques canceller · a2 blanques peó · b2 blanques peó · e2 blanques dama · f2 blanques peó · g2 blanques peó · h2 blanques peó · a1 blanques torre · c1 blanques alfil · f1 blanques torre · g1 blanques rei | a8 negres torre · c8 negres alfil · f8 negres torre · g8 negres rei · a7 negres peó · b7 negres peó · e7 negres dama · f7 negres peó · g7 negres peó · h7 negres peó · c6 negres canceller · e6 negres peó · f6 negres canceller · c5 negres alfil · d5 negres peó · c4 blanques peó · e4 blanques peó · c3 blanques canceller · d3 blanques alfil · f3 blanques canceller · a2 blanques peó · b2 blanques peó · e2 blanques dama · f2 blanques peó · g2 blanques peó · h2 blanques peó · a1 blanques torre · c1 blanques alfil · f1 blanques torre · g1 blanques rei | a8 negres torre · c8 negres alfil · f8 negres torre · g8 negres rei · a7 negres peó · b7 negres peó · e7 negres dama · f7 negres peó · g7 negres peó · h7 negres peó · c6 negres canceller · e6 negres peó · f6 negres canceller · c5 negres alfil · d5 negres peó · c4 blanques peó · e4 blanques peó · c3 blanques canceller · d3 blanques alfil · f3 blanques canceller · a2 blanques peó · b2 blanques peó · e2 blanques dama · f2 blanques peó · g2 blanques peó · h2 blanques peó · a1 blanques torre · c1 blanques alfil · f1 blanques torre · g1 blanques rei | a8 negres torre · c8 negres alfil · f8 negres torre · g8 negres rei · a7 negres peó · b7 negres peó · e7 negres dama · f7 negres peó · g7 negres peó · h7 negres peó · c6 negres canceller · e6 negres peó · f6 negres canceller · c5 negres alfil · d5 negres peó · c4 blanques peó · e4 blanques peó · c3 blanques canceller · d3 blanques alfil · f3 blanques canceller · a2 blanques peó · b2 blanques peó · e2 blanques dama · f2 blanques peó · g2 blanques peó · h2 blanques peó · a1 blanques torre · c1 blanques alfil · f1 blanques torre · g1 blanques rei | a8 negres torre · c8 negres alfil · f8 negres torre · g8 negres rei · a7 negres peó · b7 negres peó · e7 negres dama · f7 negres peó · g7 negres peó · h7 negres peó · c6 negres canceller · e6 negres peó · f6 negres canceller · c5 negres alfil · d5 negres peó · c4 blanques peó · e4 blanques peó · c3 blanques canceller · d3 blanques alfil · f3 blanques canceller · a2 blanques peó · b2 blanques peó · e2 blanques dama · f2 blanques peó · g2 blanques peó · h2 blanques peó · a1 blanques torre · c1 blanques alfil · f1 blanques torre · g1 blanques rei | 5 |
| 4 | a8 negres torre · c8 negres alfil · f8 negres torre · g8 negres rei · a7 negres peó · b7 negres peó · e7 negres dama · f7 negres peó · g7 negres peó · h7 negres peó · c6 negres canceller · e6 negres peó · f6 negres canceller · c5 negres alfil · d5 negres peó · c4 blanques peó · e4 blanques peó · c3 blanques canceller · d3 blanques alfil · f3 blanques canceller · a2 blanques peó · b2 blanques peó · e2 blanques dama · f2 blanques peó · g2 blanques peó · h2 blanques peó · a1 blanques torre · c1 blanques alfil · f1 blanques torre · g1 blanques rei | a8 negres torre · c8 negres alfil · f8 negres torre · g8 negres rei · a7 negres peó · b7 negres peó · e7 negres dama · f7 negres peó · g7 negres peó · h7 negres peó · c6 negres canceller · e6 negres peó · f6 negres canceller · c5 negres alfil · d5 negres peó · c4 blanques peó · e4 blanques peó · c3 blanques canceller · d3 blanques alfil · f3 blanques canceller · a2 blanques peó · b2 blanques peó · e2 blanques dama · f2 blanques peó · g2 blanques peó · h2 blanques peó · a1 blanques torre · c1 blanques alfil · f1 blanques torre · g1 blanques rei | a8 negres torre · c8 negres alfil · f8 negres torre · g8 negres rei · a7 negres peó · b7 negres peó · e7 negres dama · f7 negres peó · g7 negres peó · h7 negres peó · c6 negres canceller · e6 negres peó · f6 negres canceller · c5 negres alfil · d5 negres peó · c4 blanques peó · e4 blanques peó · c3 blanques canceller · d3 blanques alfil · f3 blanques canceller · a2 blanques peó · b2 blanques peó · e2 blanques dama · f2 blanques peó · g2 blanques peó · h2 blanques peó · a1 blanques torre · c1 blanques alfil · f1 blanques torre · g1 blanques rei | a8 negres torre · c8 negres alfil · f8 negres torre · g8 negres rei · a7 negres peó · b7 negres peó · e7 negres dama · f7 negres peó · g7 negres peó · h7 negres peó · c6 negres canceller · e6 negres peó · f6 negres canceller · c5 negres alfil · d5 negres peó · c4 blanques peó · e4 blanques peó · c3 blanques canceller · d3 blanques alfil · f3 blanques canceller · a2 blanques peó · b2 blanques peó · e2 blanques dama · f2 blanques peó · g2 blanques peó · h2 blanques peó · a1 blanques torre · c1 blanques alfil · f1 blanques torre · g1 blanques rei | a8 negres torre · c8 negres alfil · f8 negres torre · g8 negres rei · a7 negres peó · b7 negres peó · e7 negres dama · f7 negres peó · g7 negres peó · h7 negres peó · c6 negres canceller · e6 negres peó · f6 negres canceller · c5 negres alfil · d5 negres peó · c4 blanques peó · e4 blanques peó · c3 blanques canceller · d3 blanques alfil · f3 blanques canceller · a2 blanques peó · b2 blanques peó · e2 blanques dama · f2 blanques peó · g2 blanques peó · h2 blanques peó · a1 blanques torre · c1 blanques alfil · f1 blanques torre · g1 blanques rei | a8 negres torre · c8 negres alfil · f8 negres torre · g8 negres rei · a7 negres peó · b7 negres peó · e7 negres dama · f7 negres peó · g7 negres peó · h7 negres peó · c6 negres canceller · e6 negres peó · f6 negres canceller · c5 negres alfil · d5 negres peó · c4 blanques peó · e4 blanques peó · c3 blanques canceller · d3 blanques alfil · f3 blanques canceller · a2 blanques peó · b2 blanques peó · e2 blanques dama · f2 blanques peó · g2 blanques peó · h2 blanques peó · a1 blanques torre · c1 blanques alfil · f1 blanques torre · g1 blanques rei | a8 negres torre · c8 negres alfil · f8 negres torre · g8 negres rei · a7 negres peó · b7 negres peó · e7 negres dama · f7 negres peó · g7 negres peó · h7 negres peó · c6 negres canceller · e6 negres peó · f6 negres canceller · c5 negres alfil · d5 negres peó · c4 blanques peó · e4 blanques peó · c3 blanques canceller · d3 blanques alfil · f3 blanques canceller · a2 blanques peó · b2 blanques peó · e2 blanques dama · f2 blanques peó · g2 blanques peó · h2 blanques peó · a1 blanques torre · c1 blanques alfil · f1 blanques torre · g1 blanques rei | a8 negres torre · c8 negres alfil · f8 negres torre · g8 negres rei · a7 negres peó · b7 negres peó · e7 negres dama · f7 negres peó · g7 negres peó · h7 negres peó · c6 negres canceller · e6 negres peó · f6 negres canceller · c5 negres alfil · d5 negres peó · c4 blanques peó · e4 blanques peó · c3 blanques canceller · d3 blanques alfil · f3 blanques canceller · a2 blanques peó · b2 blanques peó · e2 blanques dama · f2 blanques peó · g2 blanques peó · h2 blanques peó · a1 blanques torre · c1 blanques alfil · f1 blanques torre · g1 blanques rei | 4 |
| 3 | a8 negres torre · c8 negres alfil · f8 negres torre · g8 negres rei · a7 negres peó · b7 negres peó · e7 negres dama · f7 negres peó · g7 negres peó · h7 negres peó · c6 negres canceller · e6 negres peó · f6 negres canceller · c5 negres alfil · d5 negres peó · c4 blanques peó · e4 blanques peó · c3 blanques canceller · d3 blanques alfil · f3 blanques canceller · a2 blanques peó · b2 blanques peó · e2 blanques dama · f2 blanques peó · g2 blanques peó · h2 blanques peó · a1 blanques torre · c1 blanques alfil · f1 blanques torre · g1 blanques rei | a8 negres torre · c8 negres alfil · f8 negres torre · g8 negres rei · a7 negres peó · b7 negres peó · e7 negres dama · f7 negres peó · g7 negres peó · h7 negres peó · c6 negres canceller · e6 negres peó · f6 negres canceller · c5 negres alfil · d5 negres peó · c4 blanques peó · e4 blanques peó · c3 blanques canceller · d3 blanques alfil · f3 blanques canceller · a2 blanques peó · b2 blanques peó · e2 blanques dama · f2 blanques peó · g2 blanques peó · h2 blanques peó · a1 blanques torre · c1 blanques alfil · f1 blanques torre · g1 blanques rei | a8 negres torre · c8 negres alfil · f8 negres torre · g8 negres rei · a7 negres peó · b7 negres peó · e7 negres dama · f7 negres peó · g7 negres peó · h7 negres peó · c6 negres canceller · e6 negres peó · f6 negres canceller · c5 negres alfil · d5 negres peó · c4 blanques peó · e4 blanques peó · c3 blanques canceller · d3 blanques alfil · f3 blanques canceller · a2 blanques peó · b2 blanques peó · e2 blanques dama · f2 blanques peó · g2 blanques peó · h2 blanques peó · a1 blanques torre · c1 blanques alfil · f1 blanques torre · g1 blanques rei | a8 negres torre · c8 negres alfil · f8 negres torre · g8 negres rei · a7 negres peó · b7 negres peó · e7 negres dama · f7 negres peó · g7 negres peó · h7 negres peó · c6 negres canceller · e6 negres peó · f6 negres canceller · c5 negres alfil · d5 negres peó · c4 blanques peó · e4 blanques peó · c3 blanques canceller · d3 blanques alfil · f3 blanques canceller · a2 blanques peó · b2 blanques peó · e2 blanques dama · f2 blanques peó · g2 blanques peó · h2 blanques peó · a1 blanques torre · c1 blanques alfil · f1 blanques torre · g1 blanques rei | a8 negres torre · c8 negres alfil · f8 negres torre · g8 negres rei · a7 negres peó · b7 negres peó · e7 negres dama · f7 negres peó · g7 negres peó · h7 negres peó · c6 negres canceller · e6 negres peó · f6 negres canceller · c5 negres alfil · d5 negres peó · c4 blanques peó · e4 blanques peó · c3 blanques canceller · d3 blanques alfil · f3 blanques canceller · a2 blanques peó · b2 blanques peó · e2 blanques dama · f2 blanques peó · g2 blanques peó · h2 blanques peó · a1 blanques torre · c1 blanques alfil · f1 blanques torre · g1 blanques rei | a8 negres torre · c8 negres alfil · f8 negres torre · g8 negres rei · a7 negres peó · b7 negres peó · e7 negres dama · f7 negres peó · g7 negres peó · h7 negres peó · c6 negres canceller · e6 negres peó · f6 negres canceller · c5 negres alfil · d5 negres peó · c4 blanques peó · e4 blanques peó · c3 blanques canceller · d3 blanques alfil · f3 blanques canceller · a2 blanques peó · b2 blanques peó · e2 blanques dama · f2 blanques peó · g2 blanques peó · h2 blanques peó · a1 blanques torre · c1 blanques alfil · f1 blanques torre · g1 blanques rei | a8 negres torre · c8 negres alfil · f8 negres torre · g8 negres rei · a7 negres peó · b7 negres peó · e7 negres dama · f7 negres peó · g7 negres peó · h7 negres peó · c6 negres canceller · e6 negres peó · f6 negres canceller · c5 negres alfil · d5 negres peó · c4 blanques peó · e4 blanques peó · c3 blanques canceller · d3 blanques alfil · f3 blanques canceller · a2 blanques peó · b2 blanques peó · e2 blanques dama · f2 blanques peó · g2 blanques peó · h2 blanques peó · a1 blanques torre · c1 blanques alfil · f1 blanques torre · g1 blanques rei | a8 negres torre · c8 negres alfil · f8 negres torre · g8 negres rei · a7 negres peó · b7 negres peó · e7 negres dama · f7 negres peó · g7 negres peó · h7 negres peó · c6 negres canceller · e6 negres peó · f6 negres canceller · c5 negres alfil · d5 negres peó · c4 blanques peó · e4 blanques peó · c3 blanques canceller · d3 blanques alfil · f3 blanques canceller · a2 blanques peó · b2 blanques peó · e2 blanques dama · f2 blanques peó · g2 blanques peó · h2 blanques peó · a1 blanques torre · c1 blanques alfil · f1 blanques torre · g1 blanques rei | 3 |
| 2 | a8 negres torre · c8 negres alfil · f8 negres torre · g8 negres rei · a7 negres peó · b7 negres peó · e7 negres dama · f7 negres peó · g7 negres peó · h7 negres peó · c6 negres canceller · e6 negres peó · f6 negres canceller · c5 negres alfil · d5 negres peó · c4 blanques peó · e4 blanques peó · c3 blanques canceller · d3 blanques alfil · f3 blanques canceller · a2 blanques peó · b2 blanques peó · e2 blanques dama · f2 blanques peó · g2 blanques peó · h2 blanques peó · a1 blanques torre · c1 blanques alfil · f1 blanques torre · g1 blanques rei | a8 negres torre · c8 negres alfil · f8 negres torre · g8 negres rei · a7 negres peó · b7 negres peó · e7 negres dama · f7 negres peó · g7 negres peó · h7 negres peó · c6 negres canceller · e6 negres peó · f6 negres canceller · c5 negres alfil · d5 negres peó · c4 blanques peó · e4 blanques peó · c3 blanques canceller · d3 blanques alfil · f3 blanques canceller · a2 blanques peó · b2 blanques peó · e2 blanques dama · f2 blanques peó · g2 blanques peó · h2 blanques peó · a1 blanques torre · c1 blanques alfil · f1 blanques torre · g1 blanques rei | a8 negres torre · c8 negres alfil · f8 negres torre · g8 negres rei · a7 negres peó · b7 negres peó · e7 negres dama · f7 negres peó · g7 negres peó · h7 negres peó · c6 negres canceller · e6 negres peó · f6 negres canceller · c5 negres alfil · d5 negres peó · c4 blanques peó · e4 blanques peó · c3 blanques canceller · d3 blanques alfil · f3 blanques canceller · a2 blanques peó · b2 blanques peó · e2 blanques dama · f2 blanques peó · g2 blanques peó · h2 blanques peó · a1 blanques torre · c1 blanques alfil · f1 blanques torre · g1 blanques rei | a8 negres torre · c8 negres alfil · f8 negres torre · g8 negres rei · a7 negres peó · b7 negres peó · e7 negres dama · f7 negres peó · g7 negres peó · h7 negres peó · c6 negres canceller · e6 negres peó · f6 negres canceller · c5 negres alfil · d5 negres peó · c4 blanques peó · e4 blanques peó · c3 blanques canceller · d3 blanques alfil · f3 blanques canceller · a2 blanques peó · b2 blanques peó · e2 blanques dama · f2 blanques peó · g2 blanques peó · h2 blanques peó · a1 blanques torre · c1 blanques alfil · f1 blanques torre · g1 blanques rei | a8 negres torre · c8 negres alfil · f8 negres torre · g8 negres rei · a7 negres peó · b7 negres peó · e7 negres dama · f7 negres peó · g7 negres peó · h7 negres peó · c6 negres canceller · e6 negres peó · f6 negres canceller · c5 negres alfil · d5 negres peó · c4 blanques peó · e4 blanques peó · c3 blanques canceller · d3 blanques alfil · f3 blanques canceller · a2 blanques peó · b2 blanques peó · e2 blanques dama · f2 blanques peó · g2 blanques peó · h2 blanques peó · a1 blanques torre · c1 blanques alfil · f1 blanques torre · g1 blanques rei | a8 negres torre · c8 negres alfil · f8 negres torre · g8 negres rei · a7 negres peó · b7 negres peó · e7 negres dama · f7 negres peó · g7 negres peó · h7 negres peó · c6 negres canceller · e6 negres peó · f6 negres canceller · c5 negres alfil · d5 negres peó · c4 blanques peó · e4 blanques peó · c3 blanques canceller · d3 blanques alfil · f3 blanques canceller · a2 blanques peó · b2 blanques peó · e2 blanques dama · f2 blanques peó · g2 blanques peó · h2 blanques peó · a1 blanques torre · c1 blanques alfil · f1 blanques torre · g1 blanques rei | a8 negres torre · c8 negres alfil · f8 negres torre · g8 negres rei · a7 negres peó · b7 negres peó · e7 negres dama · f7 negres peó · g7 negres peó · h7 negres peó · c6 negres canceller · e6 negres peó · f6 negres canceller · c5 negres alfil · d5 negres peó · c4 blanques peó · e4 blanques peó · c3 blanques canceller · d3 blanques alfil · f3 blanques canceller · a2 blanques peó · b2 blanques peó · e2 blanques dama · f2 blanques peó · g2 blanques peó · h2 blanques peó · a1 blanques torre · c1 blanques alfil · f1 blanques torre · g1 blanques rei | a8 negres torre · c8 negres alfil · f8 negres torre · g8 negres rei · a7 negres peó · b7 negres peó · e7 negres dama · f7 negres peó · g7 negres peó · h7 negres peó · c6 negres canceller · e6 negres peó · f6 negres canceller · c5 negres alfil · d5 negres peó · c4 blanques peó · e4 blanques peó · c3 blanques canceller · d3 blanques alfil · f3 blanques canceller · a2 blanques peó · b2 blanques peó · e2 blanques dama · f2 blanques peó · g2 blanques peó · h2 blanques peó · a1 blanques torre · c1 blanques alfil · f1 blanques torre · g1 blanques rei | 2 |
| 1 | a8 negres torre · c8 negres alfil · f8 negres torre · g8 negres rei · a7 negres peó · b7 negres peó · e7 negres dama · f7 negres peó · g7 negres peó · h7 negres peó · c6 negres canceller · e6 negres peó · f6 negres canceller · c5 negres alfil · d5 negres peó · c4 blanques peó · e4 blanques peó · c3 blanques canceller · d3 blanques alfil · f3 blanques canceller · a2 blanques peó · b2 blanques peó · e2 blanques dama · f2 blanques peó · g2 blanques peó · h2 blanques peó · a1 blanques torre · c1 blanques alfil · f1 blanques torre · g1 blanques rei | a8 negres torre · c8 negres alfil · f8 negres torre · g8 negres rei · a7 negres peó · b7 negres peó · e7 negres dama · f7 negres peó · g7 negres peó · h7 negres peó · c6 negres canceller · e6 negres peó · f6 negres canceller · c5 negres alfil · d5 negres peó · c4 blanques peó · e4 blanques peó · c3 blanques canceller · d3 blanques alfil · f3 blanques canceller · a2 blanques peó · b2 blanques peó · e2 blanques dama · f2 blanques peó · g2 blanques peó · h2 blanques peó · a1 blanques torre · c1 blanques alfil · f1 blanques torre · g1 blanques rei | a8 negres torre · c8 negres alfil · f8 negres torre · g8 negres rei · a7 negres peó · b7 negres peó · e7 negres dama · f7 negres peó · g7 negres peó · h7 negres peó · c6 negres canceller · e6 negres peó · f6 negres canceller · c5 negres alfil · d5 negres peó · c4 blanques peó · e4 blanques peó · c3 blanques canceller · d3 blanques alfil · f3 blanques canceller · a2 blanques peó · b2 blanques peó · e2 blanques dama · f2 blanques peó · g2 blanques peó · h2 blanques peó · a1 blanques torre · c1 blanques alfil · f1 blanques torre · g1 blanques rei | a8 negres torre · c8 negres alfil · f8 negres torre · g8 negres rei · a7 negres peó · b7 negres peó · e7 negres dama · f7 negres peó · g7 negres peó · h7 negres peó · c6 negres canceller · e6 negres peó · f6 negres canceller · c5 negres alfil · d5 negres peó · c4 blanques peó · e4 blanques peó · c3 blanques canceller · d3 blanques alfil · f3 blanques canceller · a2 blanques peó · b2 blanques peó · e2 blanques dama · f2 blanques peó · g2 blanques peó · h2 blanques peó · a1 blanques torre · c1 blanques alfil · f1 blanques torre · g1 blanques rei | a8 negres torre · c8 negres alfil · f8 negres torre · g8 negres rei · a7 negres peó · b7 negres peó · e7 negres dama · f7 negres peó · g7 negres peó · h7 negres peó · c6 negres canceller · e6 negres peó · f6 negres canceller · c5 negres alfil · d5 negres peó · c4 blanques peó · e4 blanques peó · c3 blanques canceller · d3 blanques alfil · f3 blanques canceller · a2 blanques peó · b2 blanques peó · e2 blanques dama · f2 blanques peó · g2 blanques peó · h2 blanques peó · a1 blanques torre · c1 blanques alfil · f1 blanques torre · g1 blanques rei | a8 negres torre · c8 negres alfil · f8 negres torre · g8 negres rei · a7 negres peó · b7 negres peó · e7 negres dama · f7 negres peó · g7 negres peó · h7 negres peó · c6 negres canceller · e6 negres peó · f6 negres canceller · c5 negres alfil · d5 negres peó · c4 blanques peó · e4 blanques peó · c3 blanques canceller · d3 blanques alfil · f3 blanques canceller · a2 blanques peó · b2 blanques peó · e2 blanques dama · f2 blanques peó · g2 blanques peó · h2 blanques peó · a1 blanques torre · c1 blanques alfil · f1 blanques torre · g1 blanques rei | a8 negres torre · c8 negres alfil · f8 negres torre · g8 negres rei · a7 negres peó · b7 negres peó · e7 negres dama · f7 negres peó · g7 negres peó · h7 negres peó · c6 negres canceller · e6 negres peó · f6 negres canceller · c5 negres alfil · d5 negres peó · c4 blanques peó · e4 blanques peó · c3 blanques canceller · d3 blanques alfil · f3 blanques canceller · a2 blanques peó · b2 blanques peó · e2 blanques dama · f2 blanques peó · g2 blanques peó · h2 blanques peó · a1 blanques torre · c1 blanques alfil · f1 blanques torre · g1 blanques rei | a8 negres torre · c8 negres alfil · f8 negres torre · g8 negres rei · a7 negres peó · b7 negres peó · e7 negres dama · f7 negres peó · g7 negres peó · h7 negres peó · c6 negres canceller · e6 negres peó · f6 negres canceller · c5 negres alfil · d5 negres peó · c4 blanques peó · e4 blanques peó · c3 blanques canceller · d3 blanques alfil · f3 blanques canceller · a2 blanques peó · b2 blanques peó · e2 blanques dama · f2 blanques peó · g2 blanques peó · h2 blanques peó · a1 blanques torre · c1 blanques alfil · f1 blanques torre · g1 blanques rei | 1 |
|   | a | b | c | d | e | f | g | h |   |

A l'esquerra es mostra la posició de la variant Löwenfisch de la variant russa de la defensa Grünfeld
1.d4 Cf6 2.c4 g6 3.Cc3 d5 4.Cf3 Ag7 5.Db3 dxc4 6.Dxc4 O-O 7.e4 b6
A la dreta es mostra la posició de la variant Löwenfisch del gambit de dama declinat, Defensa Semi-Tarrasch
1.d4 d5 2.c4 e6 3.Cc3 Cf6 4.Cf3 c5 5.e3 Cc6 6.Ad3 Ad6 7.O-O O-O 8.De2 De7 9.dxc5 Axc5 10.e4